# Histoire de la Normandie
911-1204 : Duché de Normandie 
 1204-1465 : Province de Normandie 
 1465-1469 : Duché de Normandie 
 1469-1790 : Province de Normandie 
 1790-actuel : Cinq départements 
 1956-2016 : Régions Haute-Normandie et Basse-Normandie 
 2016-actuel  : Région Normandie
Entités précédentes :
- Partie du  royaume de France (Empire carolingien)

Blason de la Normandie.

L'histoire de la Normandie retrace le passé de la Normandie, région historique française, depuis le duché de Normandie à la création d'une région administrative homonyme en 2016.
Très stables, les frontières continentales de l'ancienne province française concordent assez fidèlement à celle de la nouvelle région, hormis quelques territoires incorporés aux actuelles Eure-et-Loir, Mayenne, Oise et Sarthe lors de la création des généralités et quelques communes enclavées échangées avec la Mayenne après la création des départements à la Révolution, avec le Calvados, l’Eure, la Manche, l’Orne et la Seine-Inférieure. La Normandie historique comprend également les îles Anglo-Normandes, composées des bailliages de Jersey et de Guernesey.
Peuplée initialement de tribus celtes (Armoricains à l'ouest, Belges à l'est), la région est conquise en 56 av. J.-C. par les légions romaines avant d'être intégrée à la Lyonnaise par Auguste. Au IVe siècle, Gratien divise la province en civitates qui constituent ses frontières historiques. À la chute de Rome au Ve siècle, le pouvoir franc s’y installe, encourage le développement du monachisme chrétien— symbolisé par les abbayes de Saint-Ouen de Rouen (vers 641), Saint-Wandrille (vers 649) et Jumièges (654) — et substitue le pagus à la civitas avant son intégration à l’Empire carolingien.
À partir de la fin du VIIIe siècle, des pillards vikings dévastent la région, puis s’y implantent en fondant une principauté en 911. Cette principauté devient par la suite le duché de Normandie. Après un siècle et demi d’expansion, les frontières de la Normandie continentale se stabilisent, tandis que l'Angleterre est conquise en 1066. Intégrée au domaine royal en 1204, la Normandie est particulièrement frappée par les conséquences de la guerre de Cent Ans et des guerres de Religion, étant un des principaux foyers du protestantisme en France.
Au XXe siècle, les effets de la bataille de Normandie ravagent plusieurs de ses principales villes, notamment Saint-Lô, Le Havre et Caen. Le territoire est séparé en deux régions administratives en 1956, la Basse-Normandie (Manche, Calvados, Orne) et la Haute-Normandie (Eure, Seine-Maritime). Le 25 novembre 2014, dans le cadre de la réduction du nombre des régions, l'Assemblée nationale vote la réunification de la Normandie, qui se concrétise le 1er janvier 2016.

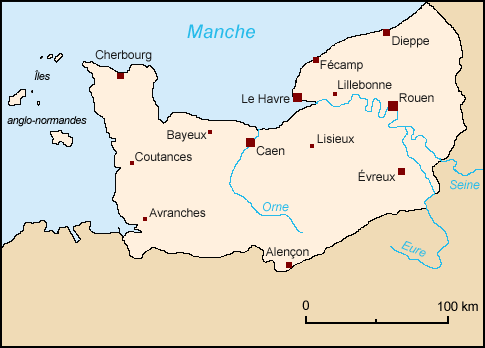
Les limites de la Normandie historique sont circonscrites après la conquête du Passais sur le Maine par Guillaume le Bâtard en 1050.

## Préhistoire et Antiquité

### La Normandie avant la conquête romaine

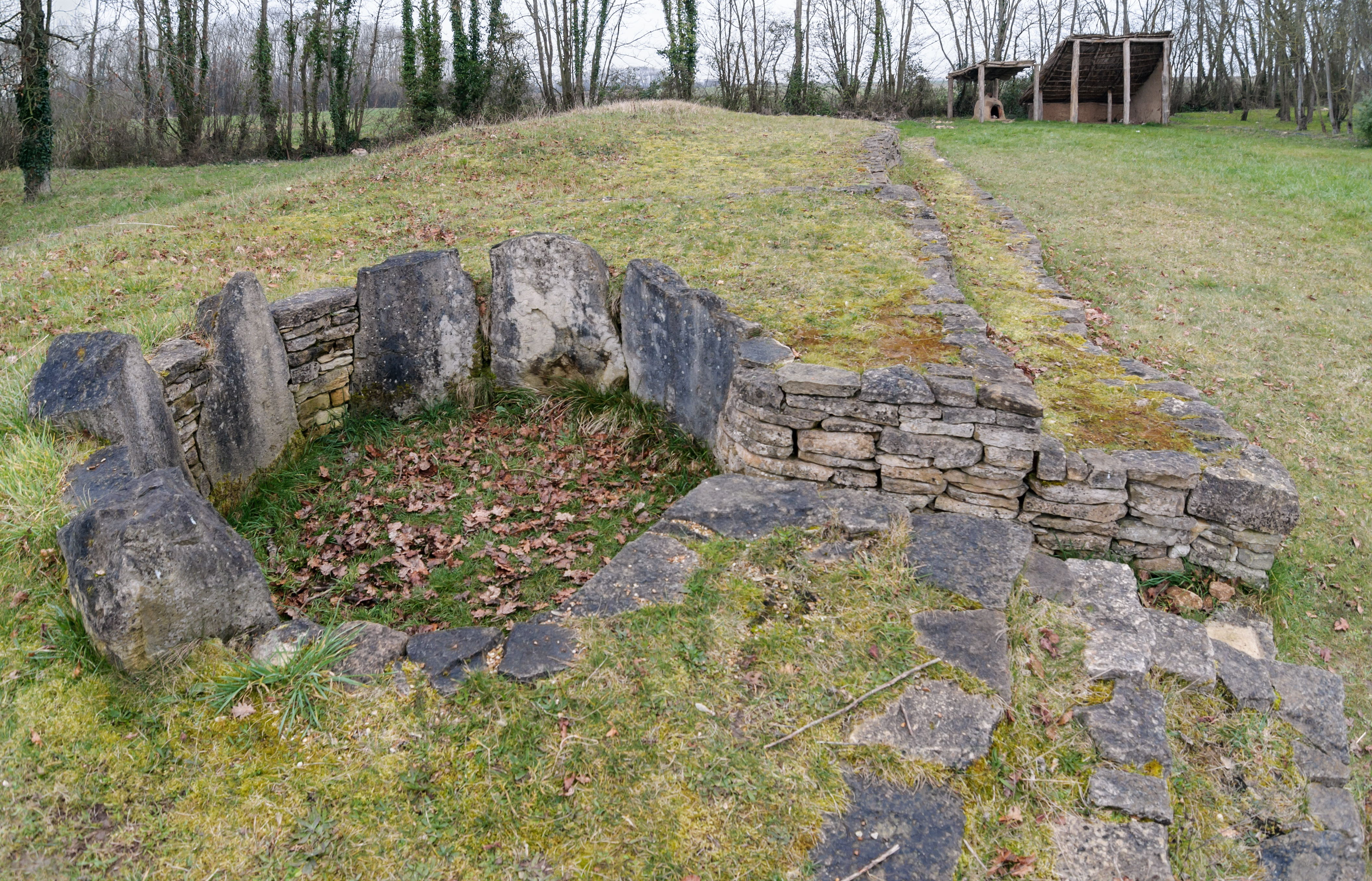
Le tumulus néolithique de Colombiers-sur-Seulles (Calvados).

La présence humaine dans la région est attestée dès les temps préhistoriques par de nombreuses trouvailles d'industrie lithique surtout dans l’Eure et le Calvados, mais également en Seine-Maritime. La grotte de Gouy près de Rouen, qui possède des gravures pariétales, est la grotte ornée la plus septentrionale d’Europe (une autre grotte, la grotte d'Orival très peu étudiée, se trouve à 11 km de Gouy sur la rive gauche de la Seine). De nombreux mégalithes encore visibles parsèment d’une façon assez régulière la campagne normande.
L’histoire celtique de la Normandie est plus simple à établir, grâce à des sources archéologiques assez abondantes et datées de façon certaine. Dès le XIXe siècle, des érudits locaux, comme l'abbé Cochet et Léon Coutil, ont étudié l'archéologie principalement de la Haute-Normandie et consigné leurs découvertes et fouilles dans des ouvrages de référence. La découverte d’objets marquants comme le casque gaulois doré d'Amfreville-sous-les-Monts (IVe siècle av. J.-C.) ou celui en fer du musée de Louviers, des sites comme la grande nécropole de Pîtres (Eure), avec ses urnes à incinérations, ses épées enroulées et traces de tombe à char, ou de la nécropole datant de la fin de la période de Hallstatt ou du début de celle de la Tène à Ifs dans le Calvados, témoignent de la présence gauloise en Normandie.
Le peuple celte des Belges s’installe en Normandie par vagues successives entre le VIe et le IIIe siècle av. J.-C.. C’est le témoignage de Jules César (La Guerre des Gaules) qui nous permet d’identifier les différents groupes gaulois occupant la région et groupés dans les oppida ou des villages agraires à enclos. En 57 ou 56 av. J.-C., ces populations se groupent pour résister à l'invasion des légions césariennes. Après la défaite gauloise d'Alésia en 52, les peuples de Normandie continuent la lutte pour un temps restreint et en 51 av. J.-C., toute la Gaule est soumise à Rome.
Orange : Gaule Belgique

Violet : Armorique

Vert : Gaule Celtique (Lyonnaise)
Liste des peuples gaulois et de leur chef-lieu établis dans l'actuel territoire de la Normandie :
- Abrincates (Ingena, aujourd’hui Avranches),
- Aulerques Diablintes (Noviodunum, aujourd’hui Jublains),
- Aulerques Éburovices (Mediolanum, aujourd’hui Évreux),
- Bajocasses (Augustodurum, aujourd’hui Bayeux),
- Calètes (Juliobona, aujourd’hui Lillebonne),
- Esuvii (Exmes puis Sées sous domination romaine)
- Sagii (Sées) peut-être les mêmes que les précédents,
- Lexoviens (Noviomagus Lexoviorum, aujourd’hui Lisieux),
- Unelles (Cosedia, aujourd’hui Coutances),
- Véliocasses (Rotomagus, aujourd’hui Rouen),
- Viducasses (Aregenuae, aujourd’hui Vieux)[6].

### La civilisation romaine en Normandie

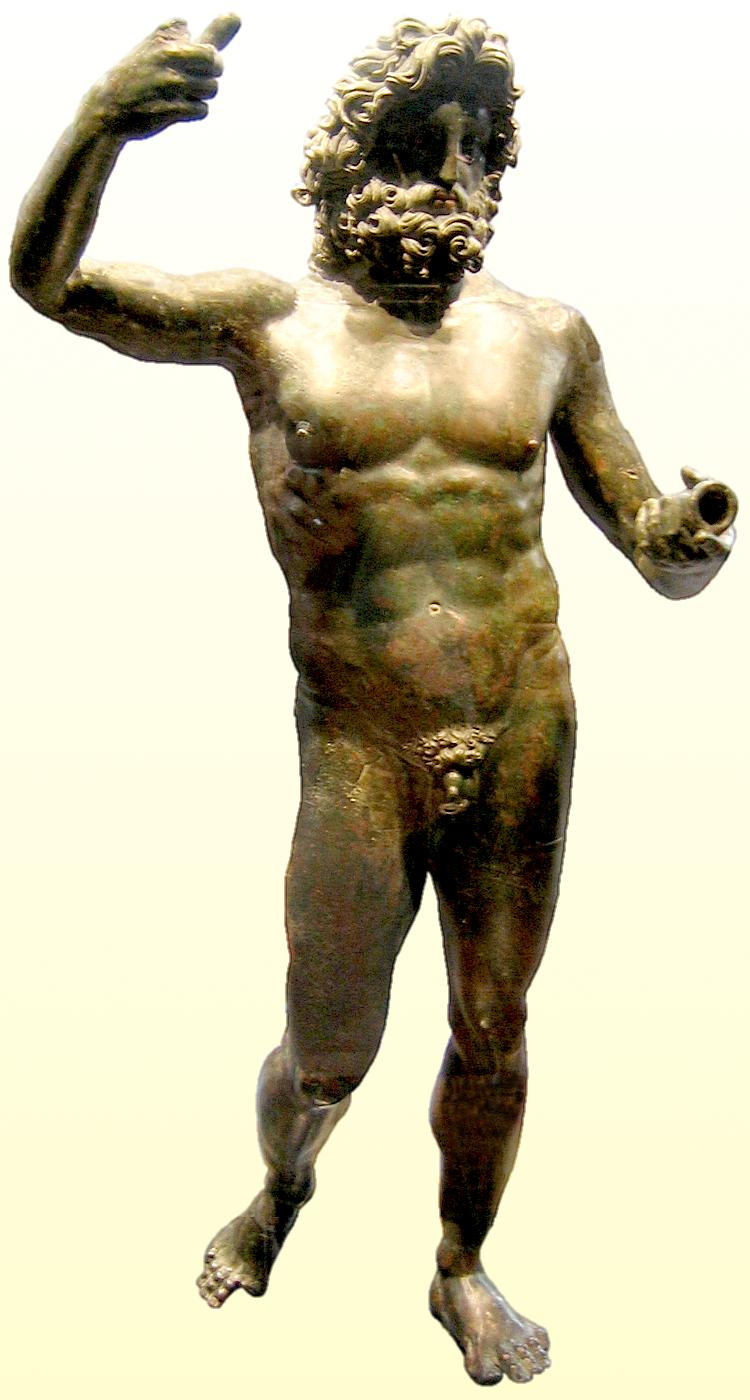
statue de Jupiter Stator, retrouvée à Gisacum et conservée au musée d’Évreux.

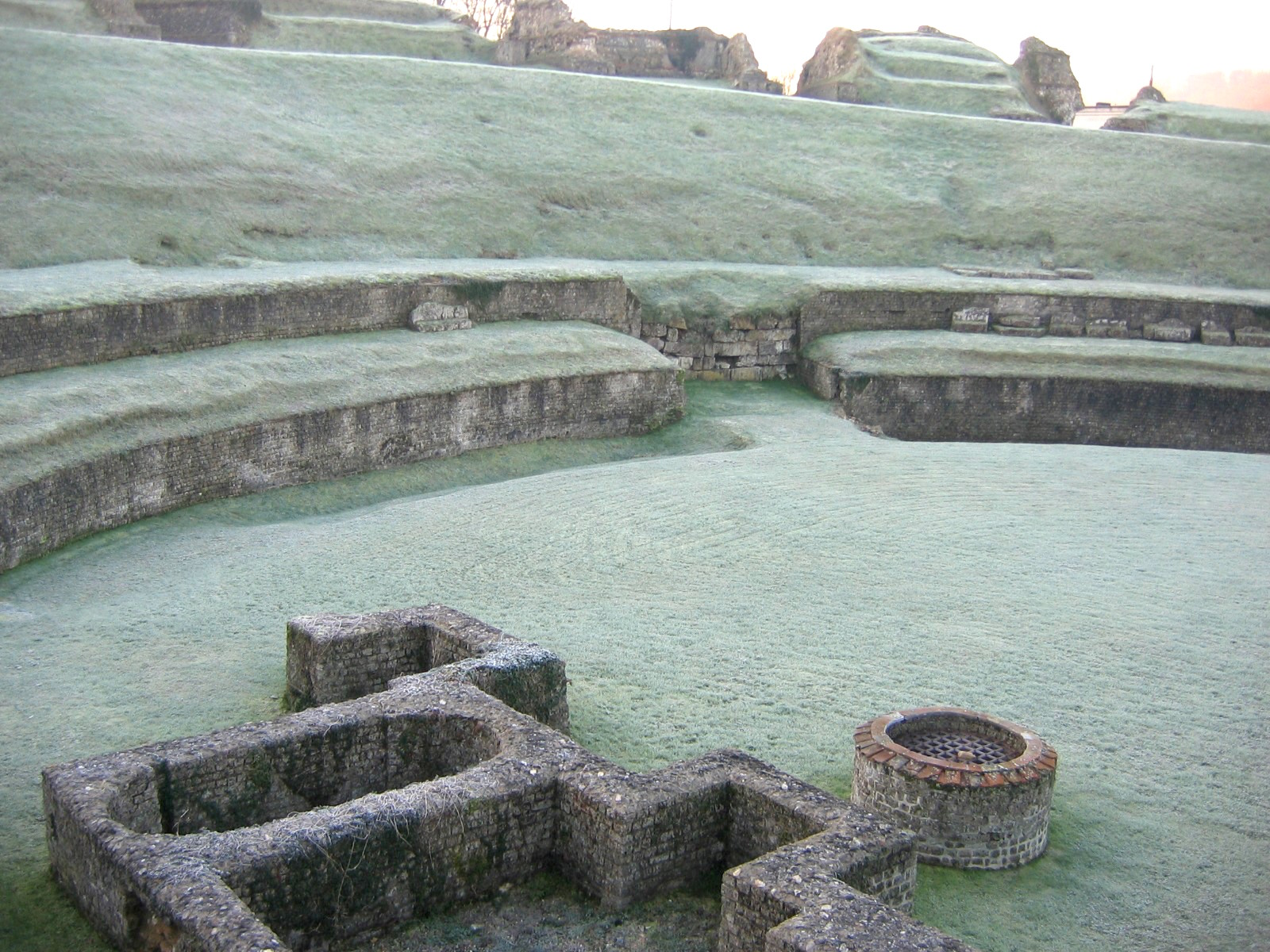
Théâtre gallo-romain de Lillebonne.

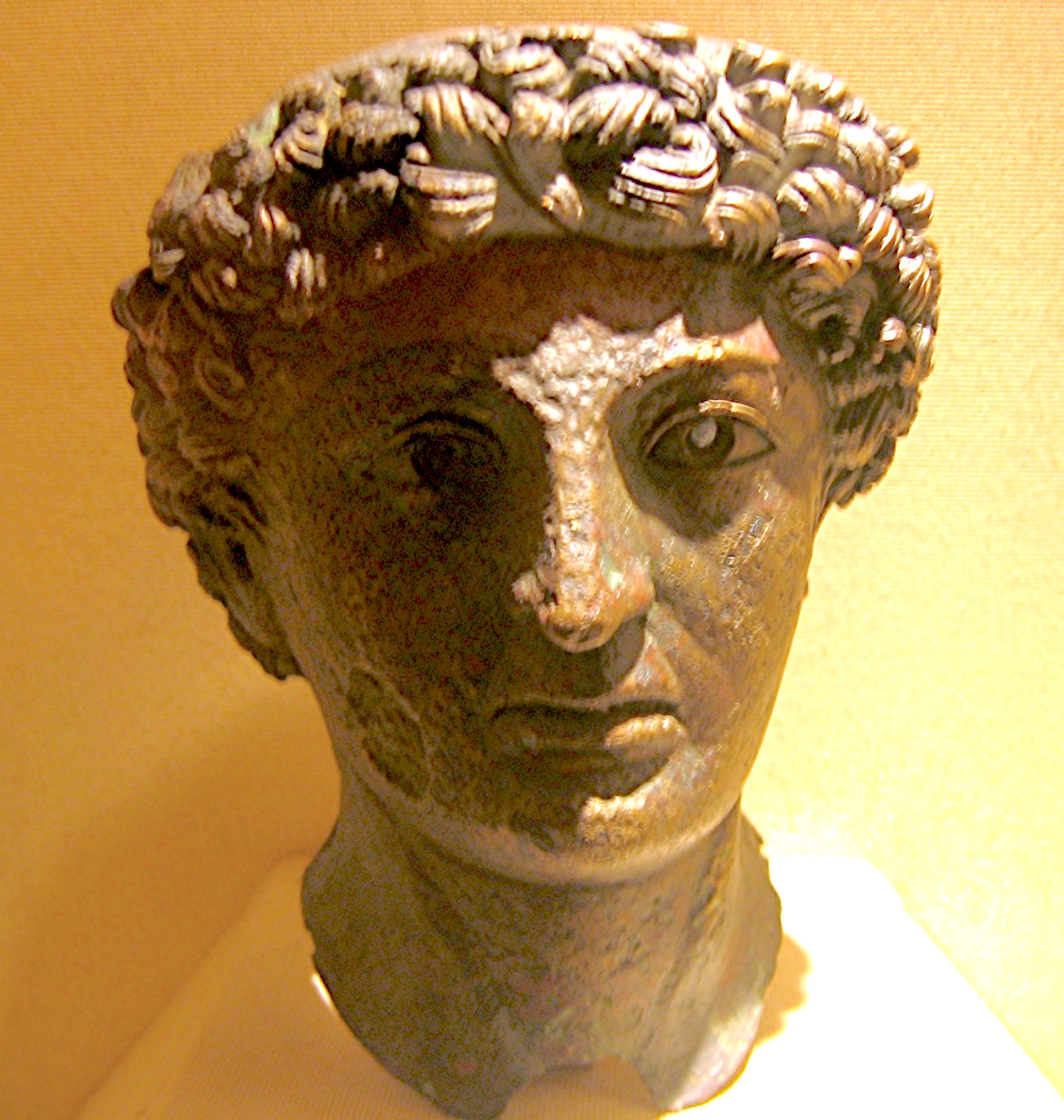
Tête d’un dieu romain en bronze, retrouvé à Lillebonne, musée des antiquités de la Seine-Maritime.

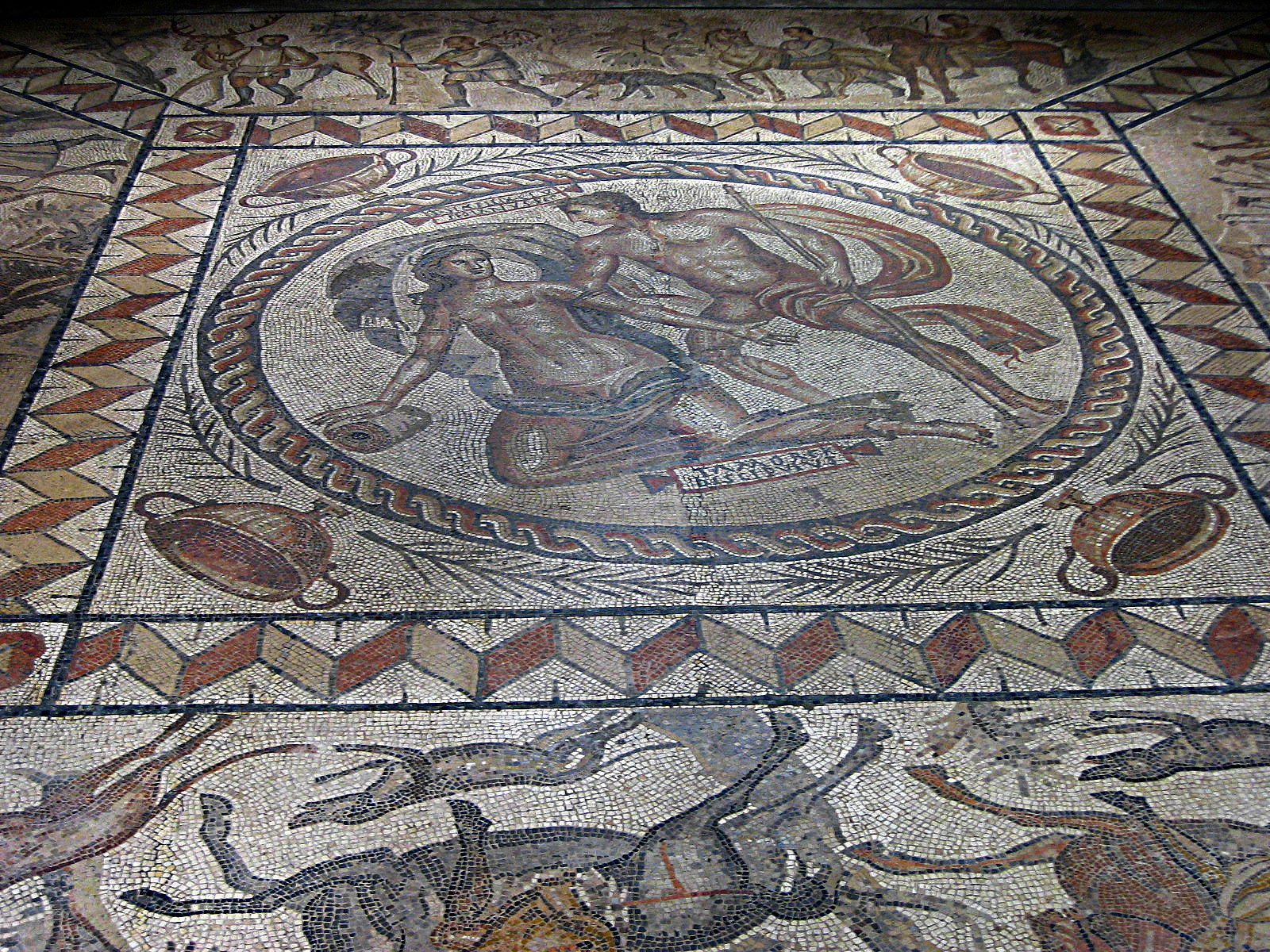
Mosaïque d’Orphée retrouvée à Lillebonne, musée des antiquités de la Seine-Maritime.

En 27 av. J.-C., l’empereur Octave Auguste réorganise le territoire gaulois et fait passer les Calètes et les Véliocasses dans la province de Lugdunaise, dont la capitale est Lyon. La romanisation de la Normandie, comme ailleurs en Occident, passe par la construction de routes romaines et par une politique d’urbanisation.
On connaît de nombreuses villas gallo-romaines sur le territoire normand, notamment grâce aux fouilles de sauvetage opérées pendant la construction de l'A29, en Seine-Maritime. Ces habitations rurales, au cœur d’un domaine foncier, pouvaient adopter deux grands types de plan. Le premier pouvait être longiligne, avec une façade ouverte vers le sud ; le deuxième s’inspirait davantage des villas italiennes, offrant un aspect ramassé et organisé autour d’une cour carrée. C'est le cas de la riche villa de Sainte-Marguerite-sur-Mer, entre Dieppe et Saint-Valery-en-Caux. Les constructeurs de ces villas utilisaient les matériaux locaux : silex, craie, calcaire, brique, torchis. Le chauffage des bains ou de certaines pièces emprunte le procédé de l’hypocauste romain (villa suburbaine de Vieux-la-Romaine).
L'agriculture fournit du blé et du lin, d’après Pline l’Ancien. Enfin, dans les campagnes normandes de l’antiquité, les fana (petits temples à plan centré, en général carré, de tradition celtique) sont nombreux. On en situe un exemple à l’ouest d’Harfleur. Les fouilles ont aussi révélé la présence de nombreuses statuettes de déesses-mères en terre cuite, dans les tombes et les maisons normandes. Ainsi, au Vieil-Évreux, il existe un des plus importants centres de pèlerinage d’Europe qui comprenait un forum, des thermes romains, une basilique monumentale, deux fana et le deuxième plus grand théâtre de Gaule.

### Crises duIIIesiècleet mutations du Bas-Empire
À partir du deuxième tiers du IIIe siècle, les raids « barbares » dévastent de nombreux lieux de la région normande. Les traces d’incendies et les trésors monétaires enfouis à la hâte montrent les progrès de l’insécurité en Gaule du Nord. Le littoral doit faire face à la piraterie maritime des Saxons, mais aussi des Francs et des Frisons. C'est dans ce contexte que le pouvoir romain met en place un système de défense du littoral de la Manche et de l'Atlantique sur les deux rives, c'est-à-dire de l'île de Bretagne également, appelé Litus Saxonicum qui consiste en des points fortifiés et est divisé en trois commandements. L'actuelle Normandie est incluse dans le commandement du dux tractus armoricani et nervicani de Boulogne à l'estuaire de la Gironde. Cependant, parallèlement, des contingents germaniques intègrent l'armée romaine et des immigrants reçoivent l'autorisation de s'établir dans l'Empire. Des Germains sont donc recrutés pour lutter contre d'autres Germains. Des toponymes et des sites archéologiques rappellent l'installation de ces groupes étrangers : les toponymes Allemagne (aujourd'hui Fleury-sur-Orne), Almenêches, attestant de la présence d'Alamans, les sites archéologiques d'Airan ou de Frénouville, indiquant celle de Goths ou autres Germains. De plus, la notitia dignitatum mentionne par exemple la présence de Bataves à Bayeux. Des légions s'installent dans la future Normandie, notamment la Prima Flavia Gallicana Constantia qui donne son nom à Constantia (Coutances alors chef-lieu des Unelles) et au pagus Constantina (le Cotentin). Cette armée mise en place par Constance Chlore en 298 accueille des auxiliaires suèves. À l’occasion des réformes de l’empereur Dioclétien (285-305), la Normandie s'était pourtant déjà singularisée, du moins administrativement, en devenant la « Seconde Lyonnaise » et en se détachant de la Bretagne voisine. C’est aussi à cette époque que commence la christianisation de la province : les historiens savent qu'en 314, Rouen a déjà un évêque. À partir de 406, les peuples germaniques et alano-hunniques déferlent sur l’Occident en brisant les dernières défenses du limes, malgré la résistance acharnée des auxiliaires francs et alamans de l'armée romaine. Des Saxons viennent s’installer sur les côtes normandes, dans la région de Bayeux que les textes qualifient d’Otlinga saxonia (première mention en 844) ou d'Otlinga Hardouini, ainsi que sur les îles Anglo-Normandes. De nombreux Francs s'installèrent également dans le pays de Bray et une partie du pays de Caux parfois comme soldats romains d'abord, puis, à la suite de l'effondrement du « royaume romain » de Syagrius par la victoire de Clovis, comme soldats du nouveau pouvoir franc.

## Moyen Âge

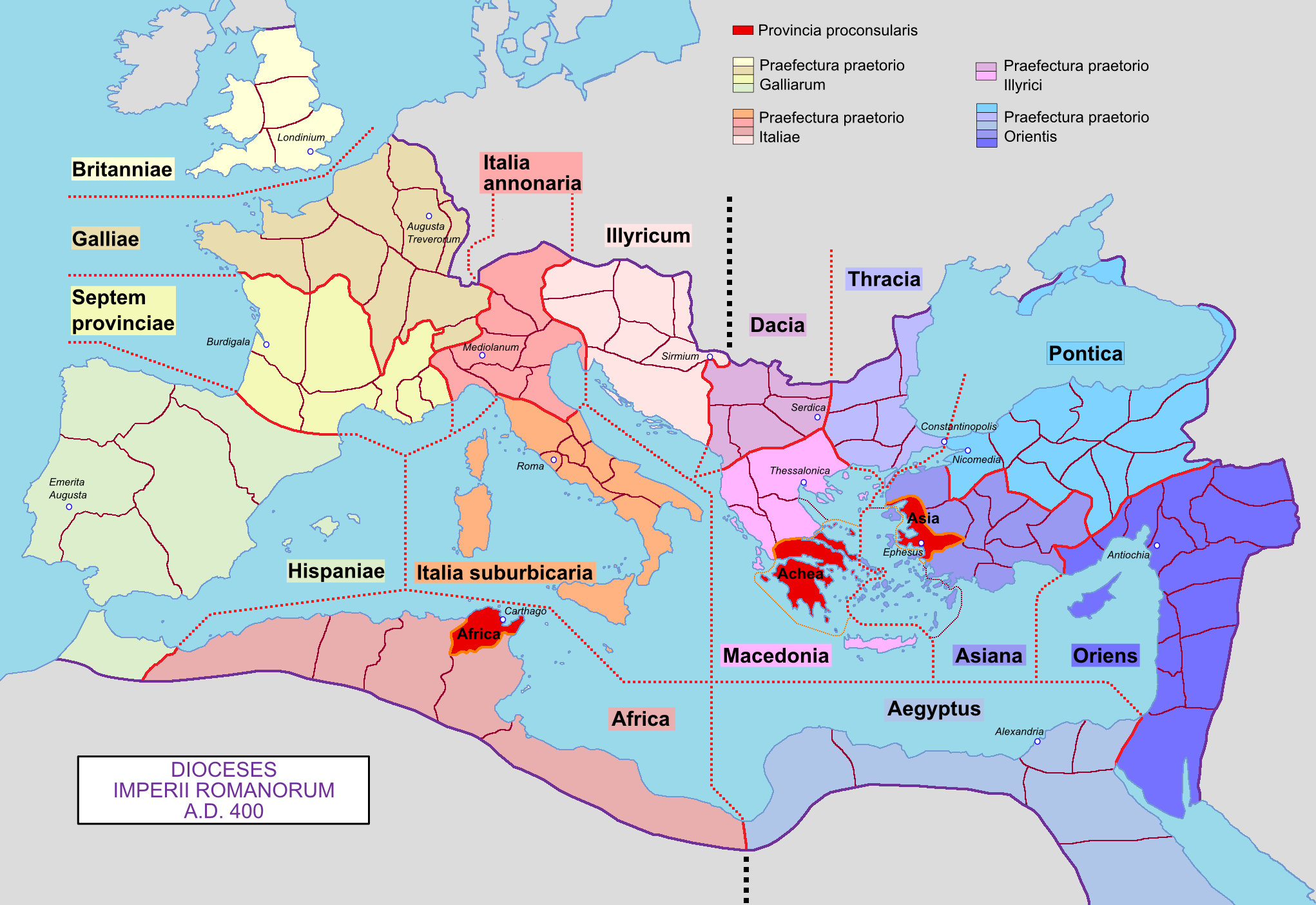
Carte de l'Empire romain avec ses diocèses, en 400 apr. J.-C..

### Haut Moyen Âge

Carte du royaume de Syagrius.

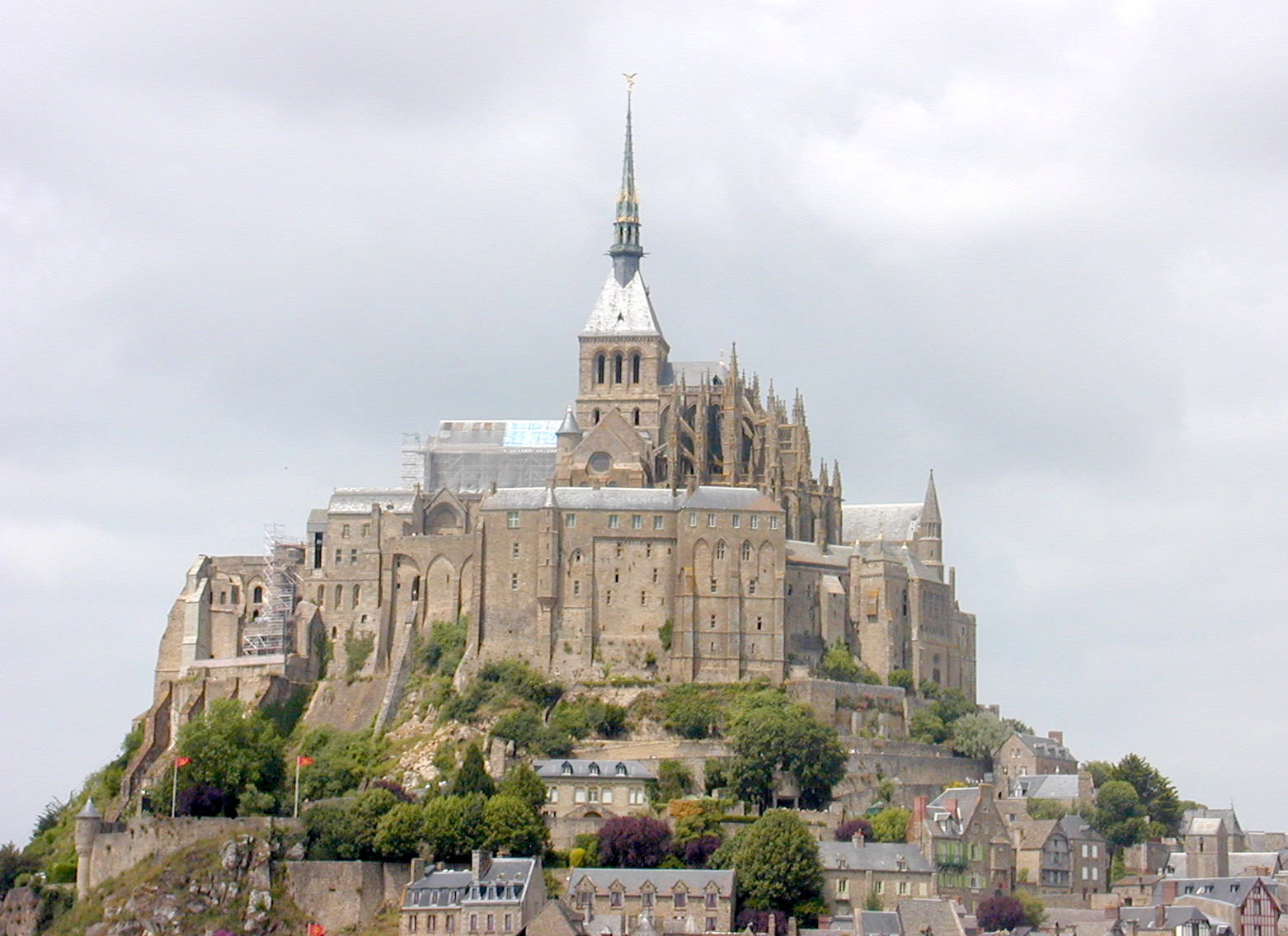
Le Mont-Saint-Michel.

Dès 486, la Gaule entre Somme et Loire passe sous le contrôle du chef franc Clovis. La colonisation de la Normandie par les Francs fut inégale: assez dense dans la partie est et quasiment nulle dans la partie ouest de l'actuelle Normandie. Elle se manifeste par les nécropoles à rangées d’Envermeu, Londinières, Hérouvillette et Douvrend, etc. Les toponymes en -hlar- ( « lande », ancien français larris « friche, lande » ) dans Meulers ou Flers, en avisna (« pâturage ») dans Avesnes-en-Bray ou Avesnes-en-Val, en -alach- (« temple » ) dans Bouafles ou Neaufles-Auvergny, en bure (« habitation ») dans Hambures ou Bures-en-Bray, en -baki (« ruisseau » ) dans Rebets ou Hambye, en -mark- (« limite, marche ») dans Marques, en -berg- (« élévation » ) dans Barc ou Barques, en -mer (« mare ») dans Blingemer ou Mortemer, en -eng dans Hodeng-Hodenger ou Nesle-Hodeng, en -court et les plus anciens en -ville datent de cette époque franque. La région devient une partie essentielle de la Neustrie à la mort de Clovis et Rouen reste une ville importante. De cette période date aussi le découpage administratif et militaire en comtés, le comte franc étant un haut fonctionnaire de l'État. Enfin, l’est de la région, à proximité de Paris, fut un lieu de résidence pour les rois et princesses mérovingiens.
Si la colonisation franque fut sporadique à l'ouest de la future Normandie, il n'en fût pas de même pour la colonisation saxonne bien attestée par les textes et par les fouilles archéologiques, notamment dans la plaine de Caen (est du Bessin). En 843 et 846 sous le roi Charles le Chauve, des documents officiels mentionnent encore l'existence d'un pagus appelé Otlinga Saxonia dans la région du Bessin. Le sens du terme Otlinga nous échappe. La toponymie du Bessin et de la Campagne de Caen nous offrent des exemples possibles de noms de lieux d'origine saxonne, par exemple : Cottun (Coltun 1035-1037 ; Cola 's "town", anglais -ton cf. Colton). Une comparaison des noms en -ham / -hem (anglo-saxon hām > home cf. hameau) présents dans le Bessin avec ceux du Boulonnais est probante et ils n'apparaissent bien sous la forme d'une finale qu'uniquement dans l'actuel département du Calvados, ce qui conforte l'hypothèse d'une origine saxonne. Il s'agit par exemple de Ouistreham (Oistreham 1086), Étréham (Oesterham 1350 ?), Huppain (*Hubbehain ; Hubba 's "ham"), Surrain (Surrehain XIe siècle), etc. Ailleurs en Normandie, les exemples en -ham sont douteux, par exemple Canehan (Seine-Maritime, Kenehan 1030 / Canaan 1030-1035) peut représenter un biblique Canaan ou Grohan (Eure). L'extension toponymique plus tardive du diminutif hamel dans cette province, sans commune mesure ailleurs, et du nom de famille conjoint n'y sont certainement pas étrangers,. En Basse-Normandie, c’est à partir du milieu du Ve siècle que l’on peut dater les premières implantations saxonnes grâce à l’étude de neuf nécropoles (Réville, Vierville-sur-Mer, Ifs, Bénouville, Frénouville, Giverville, Hérouvillette, Sannerville, Lisieux). La présence archéologique des Saxons perdure ici jusqu’à la fin du VIIe siècle, ensuite ils se fondent dans la population. En dehors des pôles du nord de la Bresle (Ponthieu et Boulonnais) et du sud ouest de la Seine le long des côtes de la Manche, la présence saxonne est suggérée encore par des découvertes isolées, comme à Muids (Eure).
Surtout, la christianisation amorcée au Bas-Empire se poursuit en profondeur dans la région : construction de cathédrales dans les principales villes, édification d’églises suburbaines dédiées à des saints, oratoires sur les routes, etc. L’établissement des paroisses se réalise progressivement, sur le temps long. Les plus petites occupaient la plaine de Caen, alors que les paroisses du bocage étaient plus étendues. À l’époque carolingienne, les tombes des villageois se regroupent autour de l’église paroissiale.
Le monachisme normand se développe vraiment à partir du VIe siècle, surtout dans l'ouest de la région, plus isolé. Au VIIe siècle, des nobles d'origine franque fondent plusieurs abbayes dans la vallée de la Seine : abbaye de Saint-Ouen de Rouen vers 641, Fontenelle en 649, Jumièges vers 654, Pavilly en 662, Montivilliers entre 682 et 684. Ces abbayes normandes adoptèrent rapidement la règle de saint Benoît. Elles possédaient de grands domaines fonciers, dispersés en France, dont elles tiraient des revenus élevés. Elles furent donc des enjeux dans les rivalités politiques et dynastiques.

### Invasions scandinaves

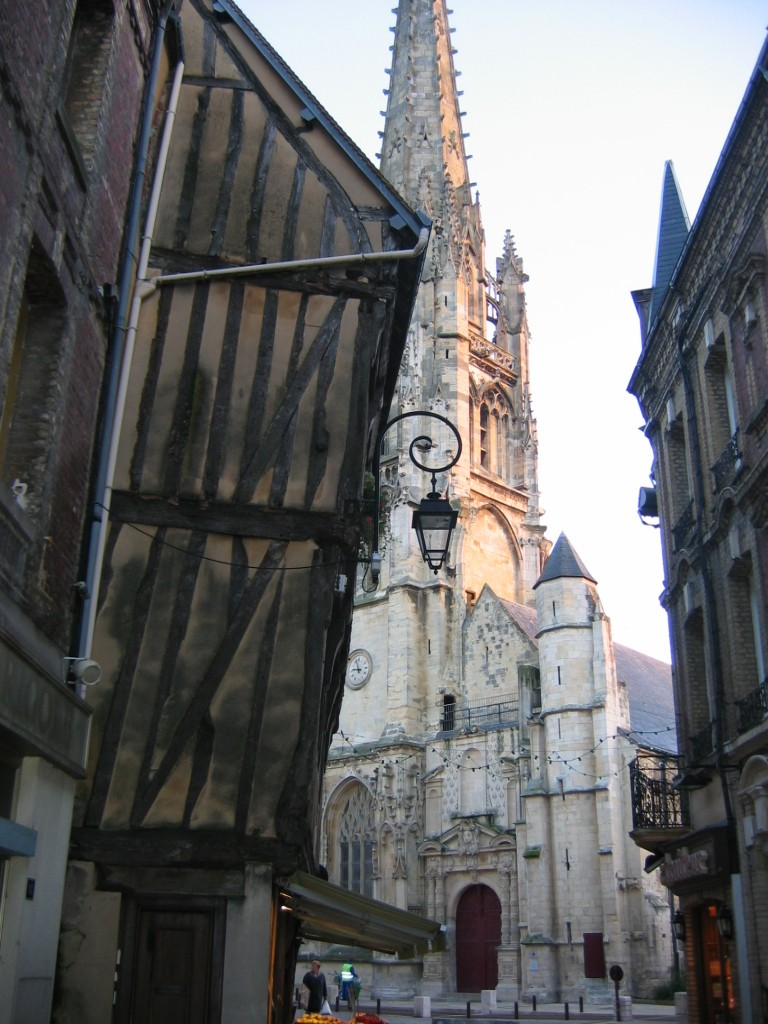
Harfleur, dans l’agglomération du Havre, église et maison à colombages.

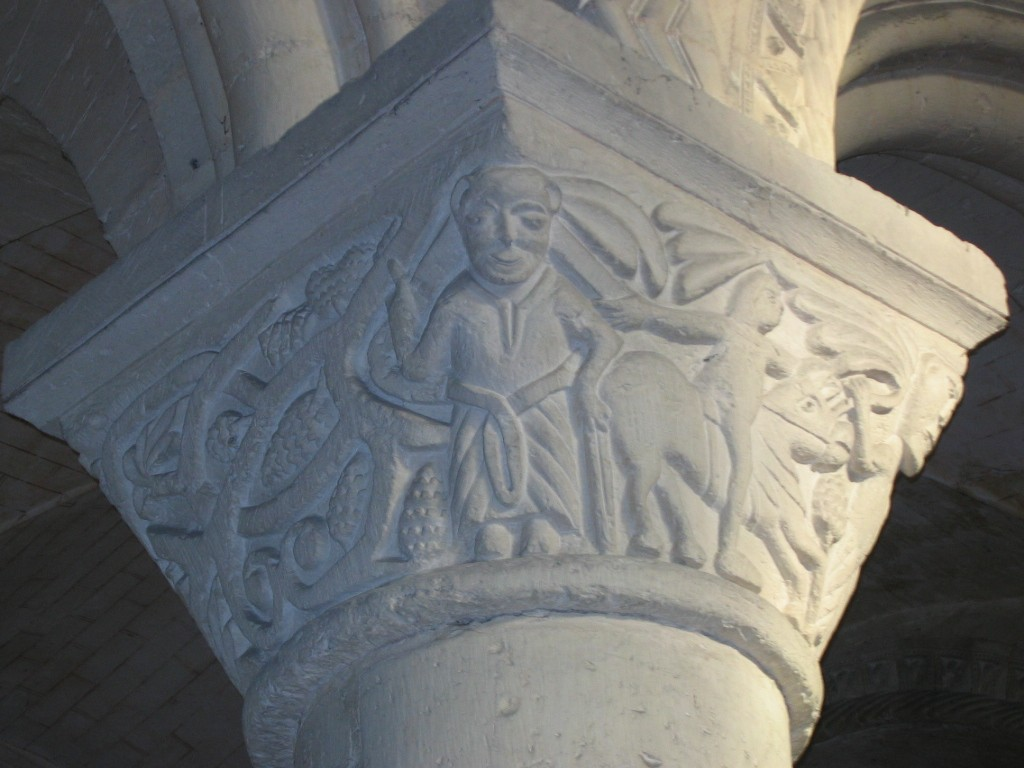
Chapiteau roman de l'abbatiale Saint-Georges de Boscherville, Seine-Maritime.

La Normandie tient son nom des envahisseurs vikings qui menèrent des expéditions dans une grande partie de l'Europe à la fin du Ier millénaire en deux phases (790-930 puis 980-1030). On les appelait Nortmanni ou Normanni « Normands » (pluriel de Nortmannus, Normannus), étymologiquement « hommes du Nord ». Après 911, ce nom remplace celui de Basse-Neustrie, sous lequel cette terre était connue jusque lors.
La toponymie normande garde des traces de cette colonisation scandinave de la Normandie ainsi qu’un assez grand nombre de noms de famille : Anfry (variante Lanfry, Anfray), Angot  (variante Ango ), Anquetil  (variantes Anctil, Anquetille, Amptil, Anquety), Auber  (variante Osbert), Burnouf , Dodeman (variante Doudement), Estur, Gounouf, Ygout (variantes Ingouf, Ygouf), Néel (Nigel), Onfray, Osmond  (variante Osmont, Omont), Ouf, Renouf, Roberge, Surcouf, Théroude (variantes Troude , Throude, Thouroude, Touroude), Tougard (variante Turgard), Toutain  (variante Tostain, Toustain), Turgis (variante Tourgis), Turgot, Turquetil  (variante Turquety, Teurquetil, Truptil), Quétil, etc. La toponymie et l'anthroponymie, au caractère nettement anglo-scandinave avec des noms typiquement vieil-anglais ou scandinaves d'Angleterre, pourrait indiquer ou non un peuplement anglo-scandinave venu d'Angleterre.
Les premiers raids vikings arrivent entre 790 et 800 sur les côtes de la Gaule occidentale. Le littoral neustrien est atteint sous le règne de Louis le Pieux (814-840). L'incursion de 841 fit de grands dégâts à Rouen et Jumièges. Les Vikings s'attaquent aux trésors monastiques, proies faciles car les clercs ne peuvent les défendre. L'expédition de 845 remonte la Seine et touche Paris. Les raids ont lieu durant l'été, les Vikings retournant avec leur butin en Scandinavie passer l’hiver.
À partir de 851, ils hivernent en Basse-Seine ; ils incendient l'abbaye de Fontenelle : les moines doivent s’enfuir à Boulogne-sur-Mer en 858 et Chartres en 885. Les reliques de sainte Honorine sont transportées de l'abbaye de Graville à Conflans, en région parisienne. Une partie des archives et des bibliothèques monastiques sont également déplacées (des volumes de Jumièges à Saint-Gall), mais beaucoup furent brûlées.
Les rois carolingiens menèrent des politiques parfois contradictoires et lourdes de conséquences. En 867 par le traité de Compiègne, Charles II le Chauve doit céder au roi breton Salomon, l'Avranchin et le Cotentin, à la condition qu'il lui prête serment de fidélité et qu'il l’aide dans son combat contre les Vikings. Entre 862 et 869, Charles II fait construire à Pîtres un pont de bois défendu par deux têtes de pont maçonnées, elles-mêmes protégées par deux fortifications dont l'une devint la ville de Pont-de-l'Arche. D'importants combats eurent lieu notamment en 881. Cependant, malgré ces importantes fortifications, les Francs ne parvinrent pas à défendre la place. La garnison était trop faible et ils peinaient toujours à mobiliser leur armée au pied levé.

### Duché de Normandie (911-1204)

#### 911-1035: Les Normands s’installent dans la durée

Le duché de Normandie entre 911 et 1050.

Dépassé par les raids vikings qui razzient son royaume, le roi des Francs, Charles le Simple, décide de négocier avec un chef scandinave du nom de Rollon. C'est ainsi qu'en 911 le chef viking Rollon conclut un accord à Saint-Clair-sur-Epte avec le carolingien Charles le Simple. Le traité de Saint-Clair-sur-Epte marque la naissance du duché de Normandie.
Aux termes du traité de Saint-Clair-sur-Epte, le roi remit à Rollon la garde des pays voisins de la Basse-Seine, soit à peu de chose près l'ancienne région de Haute-Normandie, en échange d’un serment de vassalité, prononcé en 940, et un engagement à se faire baptiser.
Nous ne connaissons pas exactement l'étendue de ce territoire. Pierre Bauduin a tenté récemment une délimitation à partir des récits de Dudon de Saint-Quentin et de Flodoard et de quelques chartes. À l'est la limite de l'Epte paraît assurée. À l'ouest, la Normandie devait atteindre le pays d'Auge. Au sud, Bauduin doute de l’incorporation de l'Évrecin. Le territoire confié à Rollon devait donc être réduit. En tout cas, il sera à la base de la Normandie, étymologiquement le « Pays des Hommes du Nord » en vieux norrois.
Défendre le comté de Rouen au nom du roi des Francs, signifie pour Rollon de devoir protéger l’estuaire de la Seine et la ville de Rouen des incursions scandinaves.
La tâche première des comtes (devenus ducs vers 1010) consiste à s’installer dans la durée en Normandie. Les révoltes intérieures, les invasions des puissants voisins (le comte de Flandre, le comte de Blois), les minorités des princes (Richard Ier puis Richard II) manquent d’entraîner la disparition de la jeune Normandie. Alors qu’ailleurs les Vikings doivent refluer face à la reprise en main des rois, les Normands parviennent, en recourant parfois à l'aide militaire de troupes scandinaves, à se maintenir au pouvoir et à construire un État solide. Rollon et ses successeurs gouvernent comme de vrais princes, affirmant leur autorité et reprennent l'héritage administratif de Charlemagne. La paix et la sécurité revenues dans la région, les évêques retournent dans leur cité épiscopale et les moines dans les abbayes.
À la suite de conquêtes normandes, le territoire sous souveraineté normande s’agrandit. Le roi des Francs, Raoul, agrandit la concession faite au comte Rollon. En 924, il lui octroie la Normandie centrale (Bessin, Pays d'Auge et Hiémois, et le Maine). Quelques seigneurs bretons tels que Hascoit (Harcouet) de Saint-James, Bodiac de Sacey, se soumettent à l'autorité de Rollon, alors que les Bretons contrôlent la Manche jusqu'à une frontière se situant entre Coutances et Saint-Lô. C'est ainsi que lors de l'attaque de Rolf à Saint-Lô, ce sont les Bretons qui en assurent la défense. Pour le Nord-Cotentin, toujours en rébellion, deux chefs refusent de se sédentariser et accompagnés par ceux qui ne voulaient pas suivre Rollon, reprennent les raids sur le Sud-Cotentin et la Bretagne, dont celle en 919 du Viking Ragenhold que Rollon battit en s'appuyant sur les chefs vikings et le clergé chrétien. Un comte danois s'établit comme chef indépendant dans le nord de la presqu'île.
En 933, le Cotentin et l'Avranchin, concédés autrefois par les Français aux Bretons, changent de mains : le roi Raoul de Bourgogne est contraint de céder à Guillaume Longue-Épée, prince des Normands et fils de Rollon, la « terre des Bretons située en bordure de mer » où des Normands païens s'étaient installés avec comme chef Felekan ou Flestali et qui occupaient principalement le Nord, au-delà des marais, une région qui échappait à l'autorité de Rollon. Flestali sera tué dans un combat contre les Bretons, sur une terre qui leur appartenait de droit. Aux dépens des Vikings de Bretagne, commandés par Incon, les Vikings de Normandie s'approprient ce territoire désignant le Cotentin et sans doute aussi l'Avranchin, jusqu'à la rivière Sélune dont c’était alors la frontière sud. Elle sera déplacée vers le Couesnon en 1008 ou 1009.
À cette date, le duché de Normandie recouvre à peu près la province ecclésiastique de Rouen, autrement dit la quasi-totalité de la région Normandie de 2016. Mais il n’est pas sûr que son chef dominait effectivement tout ce territoire. Jusqu’au règne de Richard Ier (942-996), la moitié occidentale semble échapper à l’autorité des comtes normands installés à Rouen. Dans la même idée, Pierre Bauduin rejette l'idée d'une construction rapide fixée dans des limites sûres dès le premier tiers du Xe siècle. D'autres contingents vikings vinrent en Normandie au IXe siècle pour appuyer la dynastie issue de Rollon.
L'histoire des premiers comtes de Normandie reste assez mal connue. Notre principale source est l’œuvre panégyrique d’un chanoine, Dudon de Saint-Quentin.
Vers 934, il rapporte qu'une bataille a lieu dans un pré aux portes de la ville de Rouen entre les Normands de Guillaume Longue-Épée, avec les chefs restés fidèles : Anslech ou Ansketil (Hancelot), Bernard le Danois et Bothon comte du Bessin, et ceux menés par Riulf, comte du Cotentin, et de l'Évrecin, à la tête d'une forte bande de mécontents, restés fidèles à la religion de leurs ancêtres et voulant sauvegarder leur indépendance normande. Guillaume avec ses partisans sortit de la ville et s'installa sur une colline dite le mont aux Malades, alors que Rioulf, avec des forces supérieures, avait dressé son camp dans une vallée voisine du mont Riboudet. Sans attendre, Guillaume, avec l'appui d'une cavalerie portant armure à la française, attaqua et battit Rioul, auquel il retira le titre de comte du Cotentin qu'il donna avec les fief du vaincu à Ansketil, qui occupa le château de Bricquebec et exerça dès lors sa domination sur une grande partie du comté du Cotentin. À la suite de cet événement, ce pré devient un lieu-dit et prit le nom pré de la Bataille durant plusieurs siècles,. Il s'étend alors à l'ouest de Rouen, d'une part, du pied des hauteurs de Saint-Gervais à la Seine, et de l'autre, des remparts ouest de Rouen à la vallée d'Yonville,.
En 936, à la mort du roi Raoul, Guillaume impose, par la force et la ruse, comme successeur Louis IV d'Outremer, contre Hugues, duc des Francs, et Othon, roi de Francie orientale, et oblige ses vassaux bretons de la Manche à rendre hommage au suzerain, dont le chef, Dudon, refusa entraînant l'envahissement par le duc de la région jusqu'au fleuve du Couesnon. Alors que Guillaume, regagne Rouen, les Bretons qui l'avaient suivi ravagèrent sur ses arrières le Bessin. La riposte ne se fit pas attendre, la même année, Guillaume pénétra en Bretagne jusqu'à Saint-Brieuc et s'installa sur ces terres, obligeant les comtes de Dol et de Rennes à lui rendre hommage Mathueldoi, comte de Poher, et son fils Alain, se réfugièrent en Angleterre auprès du roi Adelstan qui fournit des vaisseaux pour une expédition punitive. En 936, Alain et ses frères débarquèrent et surprirent la garnison normande de Dol et en 937 celle de Saint-Brieuc.
En 942, selon Dudon de Saint-Quentin et Guillaume de Jumièges, après la mort de Guillaume Longue-Épée, les Normands menacés par le roi Louis IV d'Outremer et par Hugues, marquis de Neustrie, firent appel à un roi danois nommé Hagrold, peut-être Harald Ier de Danemark, qui les aida avec une armée dans l'estuaire de la Dives, ce qui conduisit vraisemblablement à un supplément d'implantation scandinave dans la région. De même, entre 960 et 962, le duc Richard Ier fit appel à de nouveaux contingents vikings pour s'opposer au roi Lothaire et au comte Thibaud de Blois, qui envahissaient la Normandie. Une fois la paix rétablie, un grand nombre d'entre eux acceptèrent de se convertir à la foi chrétienne et furent admis à demeurer sur la terre normande.
Entre l’an 1009 et 1020 environ, la terre entre Sélune et Couesnon fut conquise sur les Bretons (qui s'étaient débarrassés des Vikings en 937), faisant définitivement du mont Saint-Michel une île normande. Guillaume le Bâtard compléta l'ensemble par la conquête du Passais sur le Maine en 1050. Les archevêques de Rouen avaient poussé les princes normands à élargir leurs possessions jusqu’à remplir l’espace de la province ecclésiastique de Rouen, faisant coïncider l’une et l’autre à peu près.
Bien que de nombreux bâtiments aient été pillés, brûlés ou détruits par les raids vikings aussi bien dans les villes que dans les campagnes, il ne faut pas trop noircir le tableau dressé par les sources ecclésiastiques : aucune ville n’a été complètement rasée. En revanche, les monastères ont tous subi les pillages des hommes du nord et toutes les abbayes normandes ont été détruites. La forte reprise en main de Rollon et ses successeurs rétablit toutefois assez rapidement la situation.
D'après les sources documentaires, la toponymie et l'ensemble des données linguistiques, le peuplement nordique de la Normandie aurait été essentiellement danois, mais il est probable qu'il y ait eu des Norvégiens et peut-être même des Suédois. Il y a distorsion entre la richesse du matériel linguistique, notamment la toponymie qui a un caractère nordique évident surtout dans le pays de Caux, la Basse-Seine et le Cotentin, et la pauvreté du matériel archéologique viking, soit qu'on ne l'ait pas suffisamment cherché, soit qu'il y en ait peu. Ce qui fait dire à l'archéologue Jacques Le Maho que l'essentiel du peuplement nordique est le fait de fermiers anglo-scandinaves et non pas de Vikings. Cette théorie est d'ailleurs confirmée par la toponymie et l'anthroponymie qui ont un caractère nettement anglo-scandinave avec des noms typiquement vieil-anglais ou scandinaves d'Angleterre.
Si les découvertes archéologiques relatives aux Vikings sont rares, elles existent cependant et elles ont été, pour l'essentiel, faites dans la région. Ainsi, la découverte remarquable d'une sépulture féminine viking à la Pierre Saint-Martin à Pîtres révèle que les Scandinaves se sont fixés, au moins temporairement, à cet endroit à la fin du IXe siècle. On y trouva notamment une paire de fibules en forme de tortues, caractéristiques de l'est du monde nordique et qui sont entrées dans les collections du musée des Antiquités de Rouen. En outre le premier trésor de monnaies vikings trouvé en France a été exhumé en 2007 sur le territoire de la commune de Saint-Pierre-des-Fleurs (Eure). Il est constitué de deux monnaies carolingiennes (dont un denier d'Eudes 888-898, frappé à Beauvais), neuf pièces anglaises de facture scandinave (Danelaw, imitation du numéraire d'Alfred le Grand), une monnaie arabe et neuf fragments de lingots. Les monnaies avaient été pliées et testées à coups de couteaux, pratique commune chez les Vikings en vue de vérifier leur qualité. Il a dû être enfoui vers 890-895,. On a trouvé deux marteaux de Thor sur le territoire de la commune de Saint-Pierre-de-Varengeville et Sahurs. Ils ne sont probablement pas à mettre en rapport avec les raids vikings du IXe siècle, mais bien plutôt à l'établissement de colons anglo-scandinaves dans la région à partir du Xe siècle. En effet, Jens Christian Moesgaard, conservateur au musée national du Danemark estime que les marteaux de Thor sont plus nombreux à partir de la seconde moitié du Xe siècle, dans les derniers temps du paganisme, sans doute en réaction au développement du christianisme. Par ailleurs de nombreuses épées, notamment anglo-saxonne probablement utilisées par les Scandinaves, ont été draguées pour la plupart dans la partie normande de la Seine.
La fusion entre les éléments scandinaves et autochtones a contribué à créer le plus puissant état féodal d’Occident. Le dynamisme et le savoir-faire en fait de construction navale, dont témoigne le lexique technique normand, puis français, des nouveaux venus leur permettront de se lancer par la suite à la conquête de l'Angleterre, de l'Italie du Sud, de la Sicile et du Proche-Orient des croisades.

#### Le pouvoir des ducs de Normandie auXIesiècle

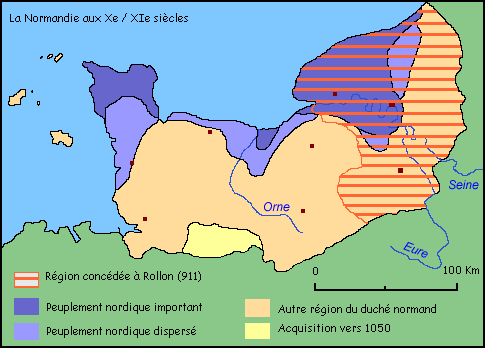
La Normandie aux

Pour la liste des ducs, voir : Liste des ducs de Normandie.
Rollon était le chef - le « jarl » - de ses Vikings. Après 911, il fut comte de Rouen. Ses successeurs prirent d’abord le titre de comte de Normandie, jusqu'à Richard II. Puis ils relevèrent la dignité ducale laissée vacante par l’accession au trône des Capétiens, ducs de France. Car il ne pouvait y avoir qu’un seul duc en Neustrie, et le titre était porté par les ducs robertiens de France avant de l’être par les princes normands. Ces ducs de Normandie exercèrent le pouvoir de ban, bien qu’ils reconnussent la suzeraineté du roi de France. La Normandie n’échappa pas au mouvement général d’accaparement de l’autorité publique par les princes territoriaux : les ducs frappèrent leur monnaie, rendirent la justice et prélevèrent les impôts (tonlieux, graverie, etc.). Ils levèrent leurs propres armées et nommèrent l’essentiel des prélats de leur archidiocèse. Ils étaient donc pratiquement indépendants du roi de France, quoiqu’ils leur rendissent hommage à chaque nouveau règne.

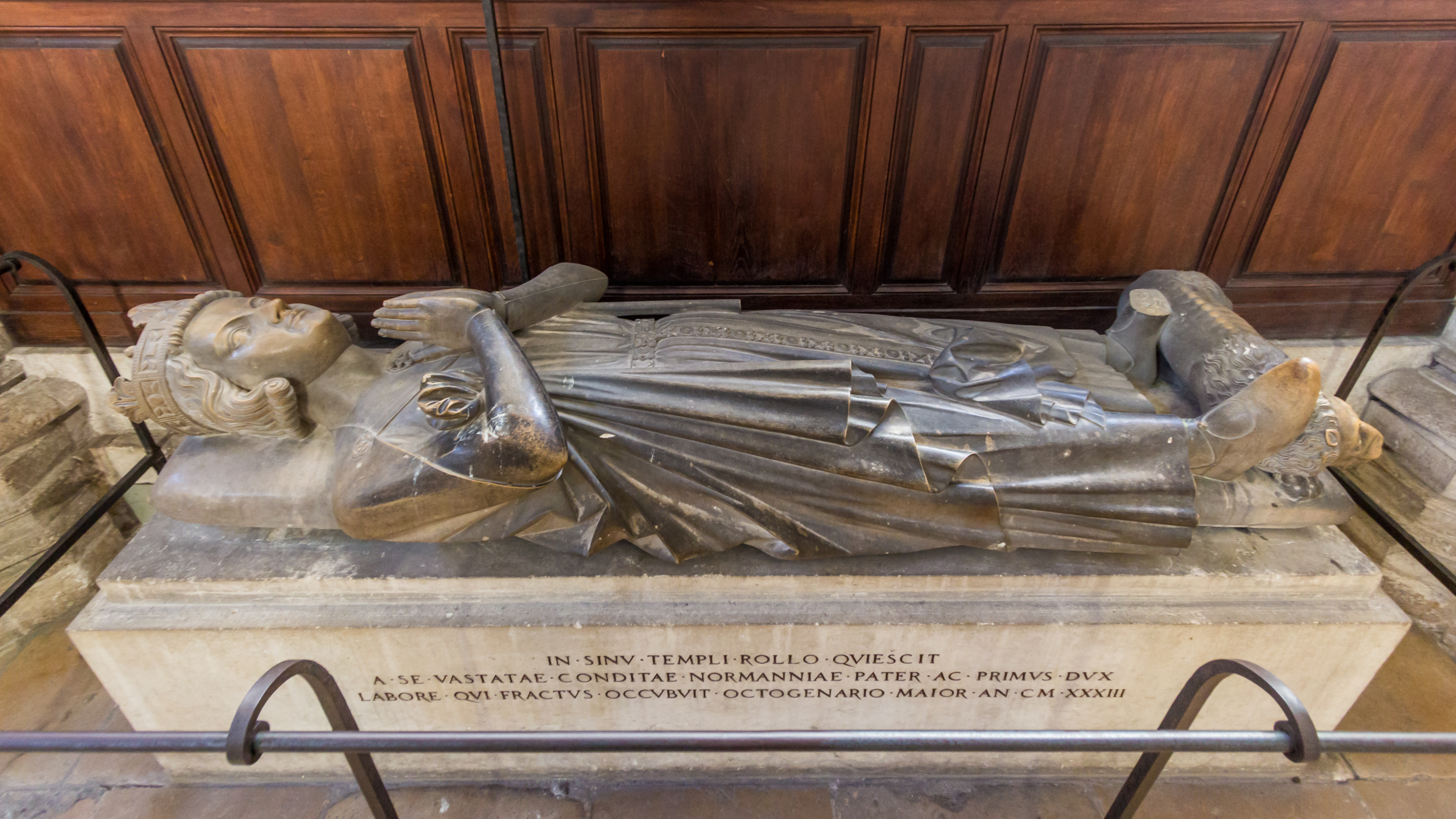
Gisant de Rollon, dans la cathédrale de Rouen.

Ils entretiennent des relations avec les souverains étrangers, en particulier le roi d'Angleterre : Emma, sœur de Richard II épousa Æthelred le Malavisé, roi d’Angleterre. Ils placent des membres de la famille ducale élargie aux postes de comtes et vicomtes, qui apparaissent vers l’an mille. Ils conservent une partie des traditions scandinaves comme le droit d’exiler, le droit maritime ou le concubinage légal. Mais à la différence des autres princes territoriaux du nord de la France, les ducs normands empêchent les châtelains d’obtenir de trop vastes pouvoirs, préservant ainsi le leur. Notamment, les domaines que possédaient en propre les ducs de Normandie étaient beaucoup plus importants que celui des autres princes territoriaux. Cette richesse foncière leur permit de restituer des terres aux abbayes et de se garantir des fidélités auprès des vassaux par la distribution de fiefs. Mais au cours du XIe siècle, cette politique féodo-vassalique réduisit considérablement les propriétés foncières de la dynastie, jusqu’à la conquête de l'Angleterre par Guillaume de Normandie qui rétablit le duc comme grand propriétaire foncier.
La cour du XIe siècle n'a pas d’organisation stricte et se déplace souvent. Elle est composée d’aristocrates ou « Grands », laïcs et ecclésiastiques. Ces « Grands » prêtent serment de fidélité à l’héritier du duché. La chancellerie n'est pas encore formée et les actes écrits sont encore peu nombreux.

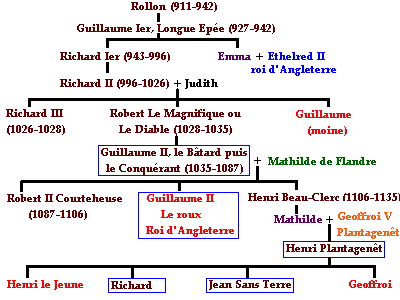
Généalogie simplifiée des ducs de Normandie.

L’aristocratie était composée pour une petite partie d’hommes d’origine scandinave, comme le lignage des Harcourt, la plupart des Grands de Normandie étant d’origine franque : les Bellême, les Tosny. Au début du XIe siècle s’agrégèrent et se mélangèrent des éléments bretons à l’ouest et aussi des Angevins. Tous ces aristocrates prêtent serment de fidélité au duc de Normandie et celui-ci leur attribua des domaines fonciers. Dès les années 1040, le terme baron désigne l’élite des chevaliers et compagnons du duc. En revanche, le mot vassal n’apparaît dans les documents que vers 1057. C’est aussi au milieu du XIe siècle que l’on commence à utiliser le mot fief. Richard Ier désigna des comtes issus de la dynastie et veilla à ce qu’ils ne constituent pas de trop puissants lignages.

##### Économie
Au début du XIe siècle, la Normandie est insérée dans un réseau d’échanges commerciaux orienté vers l’Europe du Nord-Ouest. Les marchands rouennais fréquentent déjà Londres où ils acheminent du vin. Rouen reçoit encore des esclaves livrés par les Vikings. La circulation de la monnaie y était plus intense qu’ailleurs.

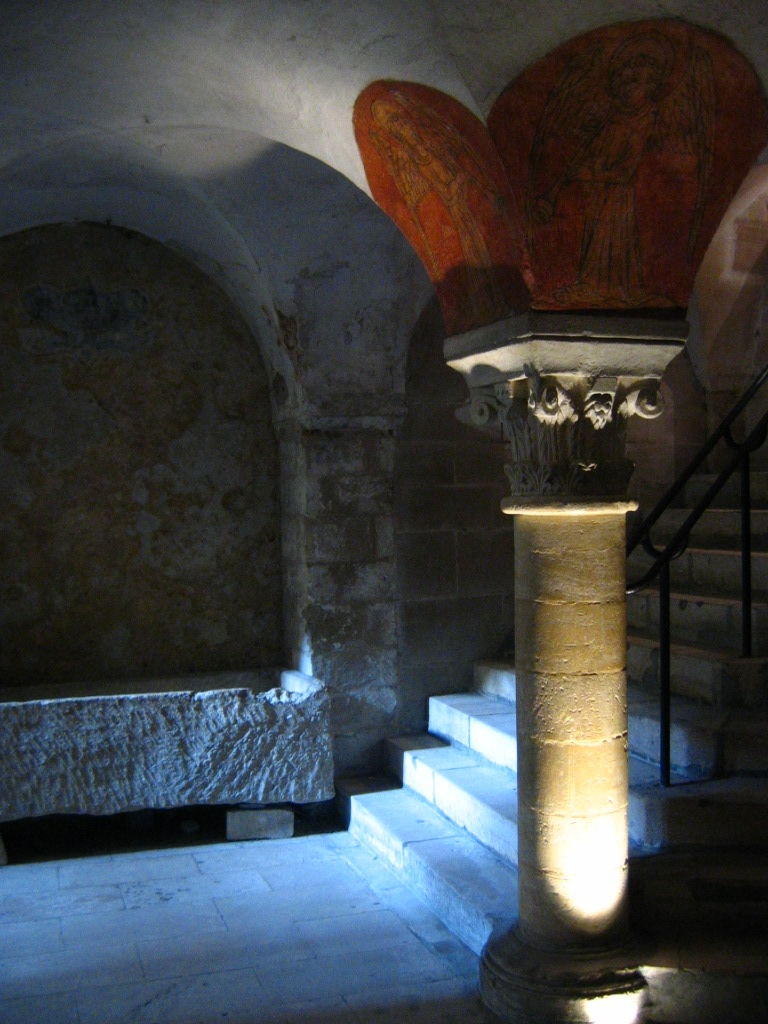
Crypte de la cathédrale de Bayeux, XIe siècle.

##### Vie rurale
Fait relativement rare à l’époque, la Normandie ignore le servage et utilise l'acre comme unité de surface des terres. Les tenures sont allouées au titre de vavassories ou villainage et remplacent progressivement le système carolingien des manses. Les corvées dues par les paysans sur la réserve seigneuriale sont relativement faibles, à la différence des autres régions françaises.
Toutefois, Denise Angers (université de Montréal), s’appuyant sur les terriers (registres fonciers des seigneuries), a pu montrer la persistance de charges considérées dans d'autres régions comme serviles : formariage (mariage d’un serf hors de la seigneurie ou avec une personne d’une autre condition) et mainmorte (droit de succession perçu par le seigneur sur les biens de ses serfs) ainsi que de corvées (d’ailleurs parfois appelées dans les sources servages) privant les tenanciers du libre emploi de leur temps.

##### Reconstruction
La renaissance urbaine et cultuelle de la Normandie de l’ouest après le temps des invasions est un phénomène relativement lent et progressif : mis à part le cas du mont Saint-Michel, il faut attendre les années 1030 pour voir renaître les grands monastères normands. Les cités épiscopales de Caen et Valognes ne se distinguent que vers 1025. Les ducs s’employèrent à rétablir la vie monastique en Normandie : vers 960, le réformateur Gérard de Brogne ressuscite Saint-Wandrille. Richard Ier fait reconstruire l’église abbatiale à Fécamp. Mais c’est Richard II qui fit venir Guillaume de Volpiano pour ranimer la vie de l’abbaye, selon la règle bénédictine. Robert Ier le Magnifique fonda Cerisy en 1032.

#### L’aventure italienne et sicilienne
Dès le début du XIe siècle, plusieurs Normands sont allés tenter leur chance en Italie du Sud et parmi eux, les fils de Tancrède de Hauteville ont fondé une nouvelle dynastie : Guillaume Bras-de-Fer, 1er comte d'Apulie, Robert Guiscard, duc d'Apulie et de Calabre, et Roger de Hauteville, Grand comte de Sicile et dont le fils, Roger II, devient roi de Sicile. Les Normands du sud de l'Italie joueront un rôle considérable dans l'histoire de la péninsule, celle de l'Empire byzantin et dans l’aventure des Croisades.

#### 1035-1087: Guillaume, de bâtard de Normandie à roi d’Angleterre

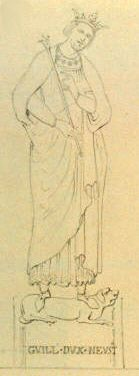
Dessin de la statue de Guillaume à l’abbaye de Saint-Étienne à Caen.

Par son destin exceptionnel, relaté par son biographe Guillaume de Poitiers, Guillaume de Normandie est assurément le duc qui reste le plus dans les mémoires.
Pourtant, ses débuts sont compliqués. En 1035, à la suite de la mort de son père, le duc Robert Ier le Magnifique qui meurt au cours d’un pèlerinage, Guillaume le Bâtard (futur Guillaume le Conquérant) se retrouve duc dès l'âge de huit ans. Profitant de la jeunesse de l'héritier, nombre de barons normands se libèrent de la tutelle ducale et mènent leur propre guerre, multipliant les désordres en Normandie qui se couvre de châteaux, souvent de simples mottes ou des enceintes de terre.

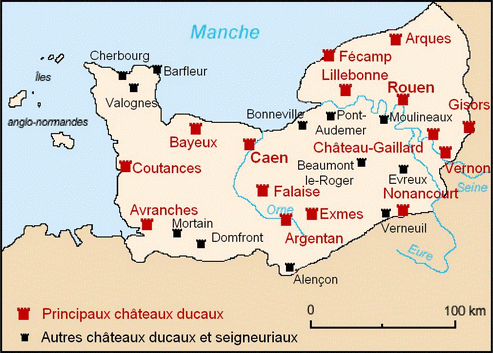
Les principaux châteaux du duché de Normandie au XIIe siècle.

L'assassinat de quelques membres de l'entourage du jeune duc l'incite, pendant une dizaine d’années correspondant à sa minorité, à se tenir dans un premier temps tranquille et spectateur impuissant de cette anarchie.
Vers 1046, Guillaume a presque vingt ans et est prêt à reprendre en main son duché. Mais la place est également convoitée par Gilbert, comte de Brionne et petit-fils de Richard Ier qui coalise une partie des barons et seigneurs normands pour l'assassiner. En 1047, l’armée ducale, soutenue par le roi de France Henri Ier, affronte les barons rebelles à la bataille de Val-ès-Dunes, au sud-est de Caen. Guillaume les mate et remporte ici sa première victoire. À partir de ce moment, le duc reprend en main son duché.
Jusqu’en 1055, il doit se débarrasser de quelques « Grands » trop ambitieux, issus du lignage ducal. Il poursuit les derniers infidèles qui refusent de le reconnaître pour duc. Il reconquiert ou abat les châteaux « adultérins » élevés par les barons pendant sa minorité. Il confisque les fiefs du duc d’Arques. Il rétablit l’ordre par une habile politique de distribution des terres. Il contrôle plus fermement les agents du pouvoir, les vicomtes. Il élargit son réseau de fidélité par son choix matrimonial en épousant Mathilde, fille du comte de Flandre Baudouin V et nièce du roi de France, en dépit de l’interdiction du pape Léon IX.
Pour garder le contrôle sur les seigneurs rebelles du Bessin et du Cotentin, Il fait de Caen, simple bourgade, sa capitale politique et judiciaire. Il y fait construire deux abbayes et un château. Caen devient très rapidement prospère et se mue en ville d'importance aux côtés de Rouen, la capitale économique et religieuse, siège de l'archevêque.
Le roi de France, Henri Ier, constatant la réussite de son voisin Guillaume, retourne sa veste. Par deux fois, il envahit la Normandie, aidé du comte d'Anjou, mais son armée sombre à Mortemer puis dans les marais de la Dives.
Vainqueur, Guillaume passe à l'offensive. Il annexe, dans les années 1051-1052, le Passais (autour de Domfront) relevant du diocèse du Mans, à la frontière sud de son duché, et intervient dans les affaires de Bretagne. En 1064 1l intervient à Dol de Bretagne.il n'y aura pas d'affrontement militaire, mais la jonction des armées de Conan II et de Geffroy le Barbu, comte d'Anjou, semble être une des causes principales du retrait de Guillaume.
Il installe son fils Robert Courteheuse comme comte du Maine en 1063 jusqu'en 1069. Celui-ci deviendra Robert II de Normandie, duc de 1087 à 1106.

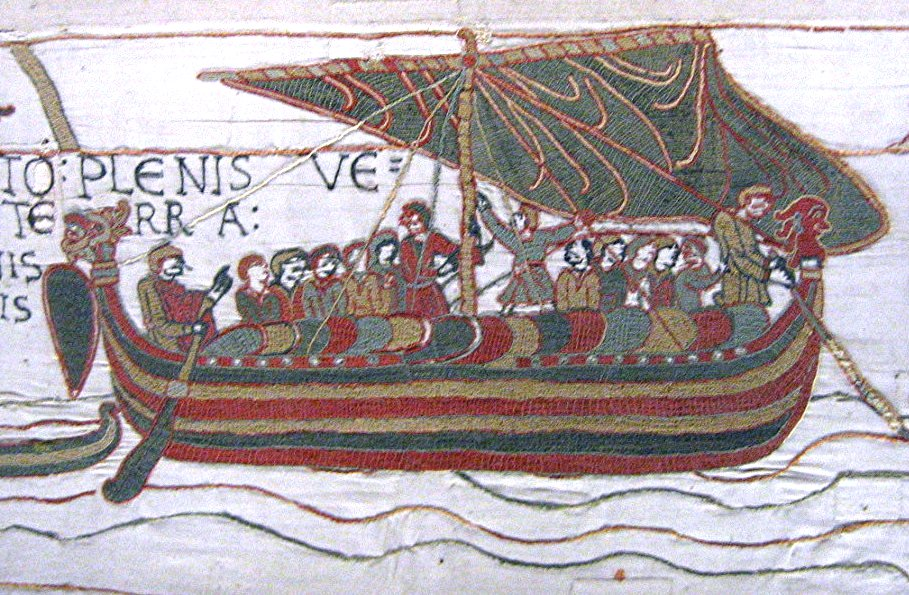
La tapisserie de Bayeux raconte notamment les étapes de la conquête de l'Angleterre en 1066 par Guillaume le Conquérant.

##### 1066: Conquête de l’Angleterre
Dès 1050, le roi anglais Édouard le Confesseur fit appel à Guillaume pour faire face aux menaces de son aristocratie. Selon la tapisserie de Bayeux, le roi d’Angleterre, Édouard, n’ayant pas d’héritier direct, aurait désigné Guillaume, duc de Normandie, comme son héritier après sa mort. Cependant, quand Édouard meurt le 5 janvier 1066, le chef de l'aristocratie anglo-saxonne, Harold Godwinson, beau-frère du défunt roi, se fait sacrer à Westminster pour prendre la succession.
Le duc de Normandie s’estimant floué, décide alors de débarquer en Angleterre afin de prendre son héritage par la force. Profitant que l'armée d'Harold est partie repousser à Stamford Bridge, lors de la dernière invasion viking sur l’Angleterre, menée par un autre prétendant au trône d’Angleterre, le Viking Harald Hardrada, roi de Norvège, Guillaume traverse la Manche dans la nuit du 28 au 29 septembre avec son armée et débarque à Pevensey dans le Sussex.
En toute hâte, Harold vient à la rencontre des Normands à Hastings. Le 14 octobre 1066, l'armée de Guillaume écrase l'armée d’Harold qui trouve la mort. La route de Londres est ouverte.
Le 25 décembre 1066, Guillaume est sacré et couronné roi d’Angleterre à l’abbaye de Westminster. La puissance du duc Guillaume change alors de dimension. La Normandie n’est plus une simple puissance régionale, elle s’installe pour un siècle et demi sur l’échiquier international.

##### Conséquences
Doté de cette nouvelle légitimité royale, le duc Guillaume renforce considérablement le duché de Normandie durant son règne. Cette politique fut possible grâce aux richesses qu’il s’attribua après la conquête de l'Angleterre. Cette dernière permit à l’aristocratie normande de prendre possession de terres outre Manche.
Sous le règne de Guillaume, la Normandie est avec la Flandre la principauté la mieux tenue et la mieux administrée de France.
Le duc Guillaume surveilla de près les intrigues menées par son fils Robert Courteheuse. Sa nouvelle puissance éveilla la méfiance du roi de France.

#### 1087-1135: La Normandie anglaise ou l’Angleterre normande

##### 1087-1106: Période d’anarchie
Sur son lit de mort, le Conquérant âgé de 60 ans environ, arrange sa difficile succession. Le partage de son héritage entre ses trois fils fut décidé ainsi :
- l'aîné, Robert Courteheuse recueille le duché de Normandie ;
- le second, Guillaume le Roux, reçoit la couronne d'Angleterre qui est donc séparé de la Normandie ;
- le dernier, Henri Beauclerc, ne récupère qu'une somme d’argent.

Mais cela ne suffit pas et comme au temps de la minorité du défunt, l'anarchie, les troubles féodaux et fratricides éclatèrent dans le duché de Normandie dès sa mort en 1087 et durèrent jusqu’en 1106.
Le duc de Normandie, le prodigue Robert Courteheuse, n'a pas la même autorité que son père, Guillaume. Il laisse les barons combattre entre eux et élever des châteaux sans son autorisation. Le désordre est accentué par la rivalité entre les trois frères.
Lorsque Robert revint de la première croisade en Terre sainte, son frère, Guillaume le Roux avait, en 1100, trouvé accidentellement la mort, et c'est son frère puiné, Henri Beauclerc qui avait accaparé le trône vacant avec le soutien de l’aristocratie anglaise.
Mais Henri ne compte pas en rester là. En 1105, il débarque en Normandie et triompha de son frère aîné le duc Robert à la bataille de Tinchebray en 1106, et s’empare alors de la couronne ducale qu'il rattache à la couronne d'Angleterre. L’union anglo-normande est ainsi reconstituée mais cette fois, à partir de l’Angleterre. Avec ce nouveau duc-roi, la Normandie reprend son essor interrompu par vingt ans de troubles.

#### 1106-1135: apogée du duché de Normandie
Comme son père Guillaume, Henri Ier d’Angleterre (surnommé Henri Beauclerc pour sa culture) est un grand duc-roi, sage, rusé et énergique. Pour certains historiens, son règne correspond à l’apogée du duché de Normandie. On retiendra parmi ses coups d’éclat :
- la mise à bas définitive des ambitions de la maison des Bellême, alliés au comte d’Anjou et au roi de France. La seigneurie de Bellême dont les titulaires, propriétaires d’une quarantaine de châteaux, narguaient le pouvoir ducal depuis la fin du Xe siècle ;
- la bataille de Brémule (1119), une victoire de plus contre le roi de France Louis VI.

Les moyens financiers et militaires fournis par l'Angleterre ne sont pas étrangers au succès d’Henri sur le continent. Par ailleurs, il a le souci de doter son vaste État d'une meilleure administration. Contraint de partager sa présence entre les deux rives de la Manche, il élabore en conséquence un système d’institutions permanentes.
Le roi Henri installe une sorte de vice-roi en Normandie, le justicier qui gouverne à sa place lors de ses séjours en Angleterre. Un corps d’officiers itinérants rend la justice en appel, fait exécuter les ordres du roi, supervise l’administration des vicomtes ou se charge de la perception des taxes.
L'Échiquier, administration financière centrale, reçoit les sommes d’argent indispensables pour mener à bien sa politique. Avec ses réformes, Henri Ier d'Angleterre affirme la modernité de la Normandie.

#### Visages et paysages de la Normandie desXIe–XIIesiècle

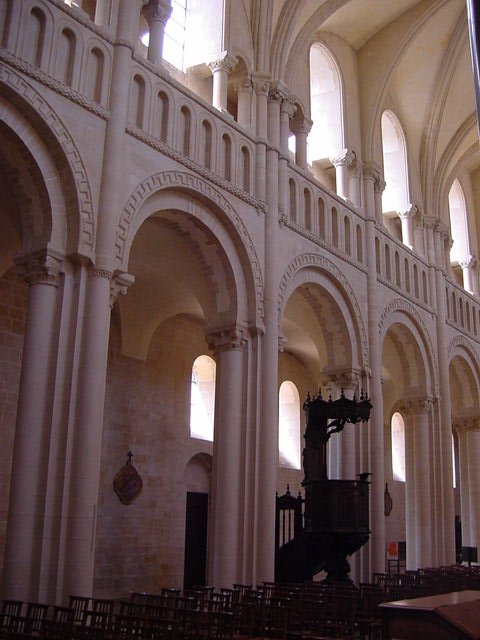
Nef romane de l'abbaye aux Dames. Ce monastère fut fondé à Caen par Mathilde, femme de Guillaume le Conquérant.

Plusieurs signes attestent de la richesse du duché. C’est d’abord une des régions françaises les plus peuplées. L’historien Lucien Musset a estimé la population, en 1184, à 700 000-800 000 habitants (contre plus de trois millions aujourd’hui). Un tel nombre permet et exige une mise en valeur intensive des terres. Avant tout, les Normands sont donc des paysans. Les plateaux normands sont couverts de cultures céréalières (froment, avoine, orge). Par contre, la production cidricole et l’élevage bovin sont encore loin d’être des spécialités régionales. Le niveau technique des campagnes est plutôt avancé avec l’utilisation d’une charrue améliorée, l’apparition de la herse et du moulin à vent. Mais combien de paysans normands bénéficient de cet équipement ?
Plus qu’une période de prospérité, notion toute relative au Moyen Âge, les XIe et XIIe siècles doivent être vus comme un temps de croissance. Ce mouvement n’a d’ailleurs rien de bien original à cette époque dans l’Occident chrétien. Signe de dynamisme, la population ne cesse de croître. Il faut donc défricher des forêts et des landes pour ouvrir de nouvelles terres à la culture. Des villages et des hameaux (dont le nom se termine souvent en -erie ou en -ière accolé au patronyme de leur propriétaire) naissent au milieu de clairière ou à l’orée des bois. Les seigneurs construisent des moulins à eau auprès des rivières et augmentent ainsi la productivité de leur domaine.
Les villes forment un monde très minoritaire par rapport à ce monde rural. Pourtant la Normandie a une capitale très peuplée : Rouen (peut-être 40 000 habitants). La cité profite de sa position sur l’un des axes primordiaux du commerce français : la Seine. Des marchands et des artisans s’enrichissent et émergent peu à peu de la société urbaine. Ils revendiquent bientôt une place dans la gestion de la ville.
Les autres villes d’origine antique (Lisieux, Sées, Bayeux, Évreux) se relèvent aussi après les raids vikings. Récupérant l’excédent de la population rurale, elles sortent de leur vieille enceinte romaine. Ce premier réseau urbain est complété par la multiplication de bourgs en campagne. Ces nouveaux lieux de peuplement sont créés à l’initiative de seigneurs laïcs ou ecclésiastiques autour d’un marché, d’un pont ou d’un monastère. Les plus nombreux s’établissent auprès d’un château qui garantira aux futurs habitants un refuge en temps de guerre. Ainsi émergent Saint-Lô, Fécamp, Valognes, Cherbourg, Dieppe, Falaise, Alençon, Argentan, etc. Certains de ces bourgs connaissent un tel développement qu’ils rattrapent les anciennes villes. Caen représente la meilleure réussite. Dotée d’un château et de deux abbayes par Guillaume le Conquérant, elle connaît une telle croissance démographique et un tel dynamisme qu’elle devient la deuxième capitale de la Normandie.

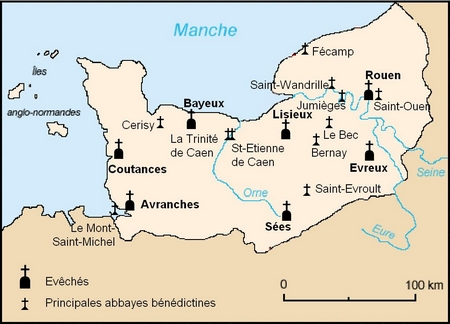
L’organisation ecclésiastique du duché de Normandie.

Le rayonnement culturel de la Normandie est à la mesure de la puissance du duché. Les monastères normands, restaurés dans leur richesse foncière, redeviennent des foyers intellectuels. L’abbaye du Bec dispense un enseignement renommé pendant que du Mont-Saint-Michel, sortent de magnifiques manuscrits enluminés. Bien que les Vikings ne possédaient pas une tradition de bâtisseurs, les Normands édifient de beaux édifices religieux : les deux abbayes caennaise l'abbaye aux Hommes et l'abbaye aux Dames, celles de Bernay, Cerisy-la-Forêt, Boscherville et Jumièges mais aussi les églises paroissiales de Quillebeuf, Thaon ou Ouistreham sont autant de réussites de l'art roman en Normandie. Un art suffisamment remarquable pour qu’il soit exporté en Angleterre après 1066. La conquête de la Sicile et du sud de l'Italie par des chevaliers du Cotentin élargit le rayonnement de la civilisation normande jusqu’en Méditerranée.
Dans la seconde moitié du XIIe siècle, la Normandie perd de son éclat par rapport aux régions voisines. La cour d’Angleterre, animée par la reine Aliénor d'Aquitaine, occulte la cour normande tandis que l’Île-de-France voit l’éclosion des premières églises gothiques.

#### Le XIIe siècle

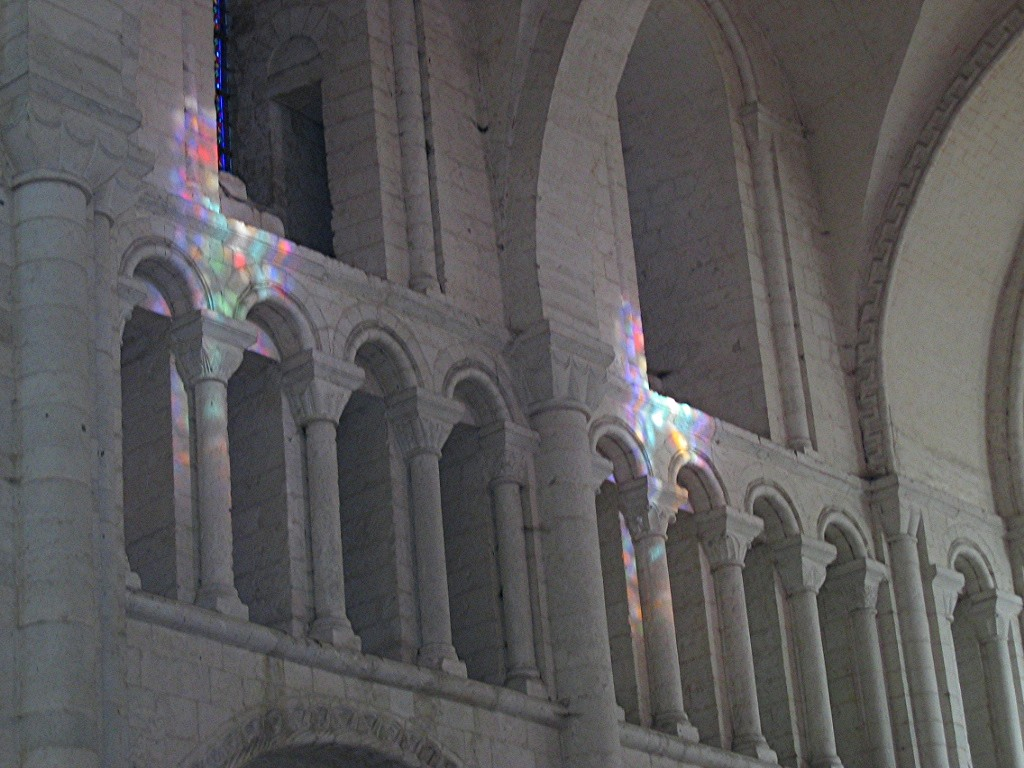
Nef de l’abbatiale Saint-Georges de Boscherville.

#### 1135-1204: La Normandie des Plantagenêt
Lorsqu'en 1120, l'héritier du duché, Guillaume Adelin périt dans le naufrage de la Blanche-Nef, la fille de Henri Ier Beauclerc, Mathilde fut reconnue par les barons normands comme héritière du duché.
Mais elle se remaria en 1128 avec un ennemi des Normands, un Angevin, Geoffroy Plantagenêt, comte d'Anjou et du Maine.
Alors quand la mort du duc-roi Henri Beauclerc arriva en 1135, des barons refusèrent de maintenir leur allégeance à Mathilde, au prétexte qu'elle est une femme.
Mathilde, mariée au comte d'Anjou Geoffroy V d’Anjou dit Plantagenêt, ne parvient pas à dominer le duché de Normandie tandis que son cousin, Étienne de Blois, neveu d'Henri et petit-fils de Guillaume le Conquérant par sa mère Adèle, revendique le trône d'Angleterre.
Les barons font venir Étienne de Blois en Angleterre et avec leur soutien, il souffle la couronne d'Angleterre à Mathilde. Étienne rendit hommage pour le duché de Normandie à son seigneur, le roi de France.
La lutte entre Mathilde et son cousin le roi Étienne fait éclater le royaume anglo-normand et provoque une longue guerre civile connue comme l'« Anarchie » pendant une vingtaine d’années.
Les barons normands profitent du conflit entre ces deux prétendants pour reprendre leur indépendance.
Geoffroy Plantagenêt dut mener plusieurs expéditions pour récupérer l’héritage de sa femme : en 1144, il est victorieux à Rouen et à Arques. Pour obtenir l'hommage du roi de France, il doit lui céder le château de Gisors.
En 1144, Geoffroy réussit à s’imposer comme duc de Normandie.
En 1150, le duc Geoffroy cède son duché à son fils Henri II Plantagenêt, beaucoup plus populaire, car ce dernier descend par sa mère Mathilde de Henri Beauclerc. En 1151, alors qu'il a à peine 38 ans, Geoffroy décède d'un refroidissement à la suite d'une baignade dans le Loir. Son fils, le duc Henri qui a 18 ans révolus, hérite des comtés de Touraine, du Maine et d’Anjou.
L'ascension du duc Henri ne s’arrête pas là : le 18 mai 1152, il épouse à Poitiers Aliénor, l’héritière du duché d'Aquitaine. Le duc Henri a ainsi la main sur le sud-ouest français.
L'infatigable duc débarque en Angleterre et pousse le roi Étienne à un accord, le traité de Wallingford : le roi Étienne adopte le fils de Mathilde et du comte d'Anjou, et le désigne comme héritier de la couronne britannique. L’Anarchie est finalement arrêtée en 1153. Le roi Étienne meurt en 1154 et Henri II Plantagenêt devient roi d'Angleterre le 19 décembre alors qu'il n’a que 21 ans.
Le duché de Normandie est alors intégrée à un vaste Empire Plantagenêt qui va de l’Écosse aux Pyrénées.
Le roi de France Louis VII (1137-1180) qui, après la mort d'Henri Ier Beauclerc, voyait avec plaisir se déliter le royaume anglo-normand se rend compte qu’un ennemi gigantesque s’élève en face de lui.
Non seulement, l’unité anglo-normande est refaite comme au temps d’Henri mais cette fois, les possessions continentales ne se limitent pas à la Normandie. Elles vont jusqu’aux Pyrénées ! En 1156, Henri II rend hommage au roi de France pour ses fiefs continentaux. Ce geste n’a rien de contraignant pour Henri II. Il sait qu'il reste le seul maître de ses États. Le roi de France est en effet incapable de bousculer l’extraordinaire puissance de celui que les contemporains qualifient de « plus grand monarque d’Occident ».
Nuançons tout de même la puissance d'Henri II. À territoire immense, problèmes et théâtres d’opérations nombreux. Au sud, offensive contre le comte de Toulouse, à l'ouest, installation d’un des fils d’Henri, Geoffroy, comme duc de Bretagne ; au nord, combats contre les Écossais et les Irlandais ; à l’intérieur, querelles avec l’Église anglaise qui a à sa tête Thomas Becket recherchant une certaine indépendance vis-à-vis du roi.
Dans cet ensemble, le duché de Normandie joue le rôle de pivot du vaste empire Plantagenêt. C'est le lieu de passage principal pour le roi d'Angleterre traversant la Manche, la liaison entre les deux parties de son Empire. Le duché de Normandie, c’est enfin l'enjeu du combat entre les Plantagenêt et le roi de France. Louis VII ne peut se résoudre à voir son domaine royal encerclé, les voies de la Seine et de la Loire contrôlées par son ennemi. Le roi de France exploite alors toutes les possibilités qui pourraient affaiblir Henri II. Louis, puis son fils Philippe Auguste (1180-1223), attisent notamment la rivalité entre Henri et ses fils. Cette rivalité se transforme en révolte en 1173 mais le duc-roi Henri II parvient finalement à contraindre à la paix sa descendance.
En 1189, une nouvelle fronde des fils d'Henri II a raison du vieux roi. Deux jours avant sa mort, il cède ses couronnes à son fils aîné Richard Cœur de Lion, allié du roi de France Philippe Auguste. Mais leur ennemi commun mort, cette alliance n'a plus de raison d’être. Le Vexin est toujours un enjeu entre le roi de France et le duc normand.

#### Les événements
Parti en croisade, le duc-roi d’Angleterre Richard (surnommé Cœur de Lion) se retrouve prisonnier en 1193. Son frère Jean sans Terre tente alors de prendre sa place. Il recherche le soutien du roi de France Philippe Auguste et lui cède plusieurs terres et forteresses à l’est du duché de Normandie, parmi lesquelles la région de Verneuil.
En février 1194, le roi capétien s’empare d’Évreux, du Neubourg et de Vaudreuil et attaque Rouen.
Le duc-roi Richard libéré, l'affrontement entre avec le roi de France commence en 1194.
Le duché de Normandie est le principal théâtre d’affrontement. Si le champ de bataille donne souvent raison à Richard Cœur de Lion (victoires de Verneuil, Courcelles-sur-Seine et de Fréteval), Philippe Auguste se révèle particulièrement habile dans les négociations et dans les intrigues.
Résultat, le Français réussit à obtenir lors de traités de paix quelques places fortes normandes : Gisors, Pacy-sur-Eure, Vernon, Gaillon, Ivry, Nonancourt. La ligne de défense sur l'Eure, l'Avre et l'Epte, édifiée et renforcée progressivement par les ducs de Normandie, est entamée.
Pour compenser ces pertes et profitant d’une trêve d’un an, Richard entreprend la construction près des Andelys en aval de Rouen, d'une forteresse qui reprend les dernières améliorations militaires de l'Orient : Château-Gaillard sort de terre en un an seulement (1196-1197). Mais deux ans après, blessé par un carreau d'arbalète, Richard meurt brutalement onze jours plus tard en 1199.
Le 25 mai, son successeur, son frère cadet, Jean sans Terre (surnommé ainsi parce que son père n’a jamais pu lui donner des terres en héritage) se fait couronner duc de Normandie à Rouen.
Il avait mauvaise presse au Moyen Âge, notamment à cause de la pression fiscale qu’il a exercé et on le disait même possédé par le diable. De plus, il n’a pas la stature au sens propre comme au sens figuré de son frère aîné : c’est un faible, peu attaché à accomplir les devoirs de sa charge.
Philippe Auguste sait en tirer profit. Jean sans Terre lui rend hommage et des négociations aboutissent au traité du Goulet.
En 1200, Jean épouse de force Isabelle Taillefer, promise à Hugues X de Lusignan, qui était jusque-là le vassal de Jean. Se sentant lésé Hugues de Lusignan fit appel à la justice du suzerain de Jean sans Terre, le roi Philippe Auguste qui prononça la commise des fiefs de Jean sans Terre, à cause de son absence. Autrement dit, le roi de France confisquait les terres de son vassal Jean sans Terre, en application du droit féodal. Philippe Auguste donna ces domaines au neveu du Plantagenêt, Arthur Ier de Bretagne, à part la Normandie que Philippe se réservait.
À l'été 1202, l’armée française entre dans le duché de Normandie, Philippe Auguste s’empare du pays de Bray. Jean sans Terre fait assassiner son neveu Arthur Ier de Bretagne ; ses barons normands, influencés par le roi de France, l’abandonnent.
Dès l'été 1203, les Français assiègent Château-Gaillard qui tombe au bout de six mois le 6 mars 1204. Le 21 mai, la ville de Caen tombe aux mains des Français. Enfin, le 24 juin 1204, les troupes du roi de France entrent à Rouen, après avoir vaincu la résistance de ses habitants.
En deux ans seulement, le roi Philippe Auguste a conquis le duché de Normandie, qui devient une province par incorporation au domaine royal : cela signifie que le roi de France disposera de nouveaux revenus et imposera ses officiers dans l’ancien duché de Normandie.
Comment expliquer l'écroulement du duc-roi Jean sans Terre ? Il semble que les Normands n'aient pas soutenu de tout leur cœur les Plantagenêts. Peut-être parce que ces derniers conservaient moins d’attaches avec le duché de Normandie que les premiers ducs. Ajoutons aussi la lassitude des Normands face à la guerre et ses conséquences (augmentation des impôts, rupture commerciale avec Paris). La facilité de la conquête doit également à l'existence d'un parti francophile parmi les barons normands.
La Normandie des Plantagenêts laisse place à la Normandie des Capétiens.
À la fin de l'année 1204, Jean sans Terre ne disposant que de 50 grandes galères ordonna la construction de cinquante autres d'ici huit ans. Ne voyant pas arriver de débarquement français en Angleterre, Jean ne put lancer entièrement son expédition navale vers la France l'année suivante, en raison de l'agitation des barons anglais.

##### Bilan de la période ducale

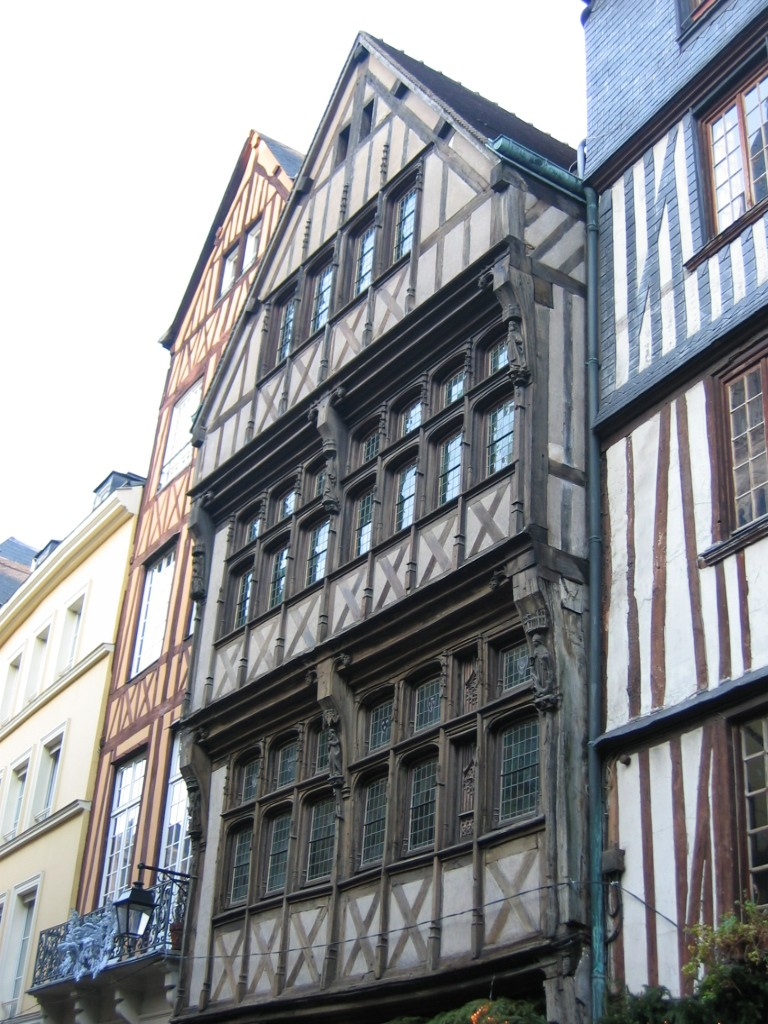
Maison médiévale, Rouen.

Le duché de Normandie, comme le reste de l’Occident, a connu une période d’expansion démographique et économique. C’est l’époque des grands défrichements, menés par les abbayes ou des familles : les essarts prennent le nom des défricheurs, suivi de la désinence -erie ou -ière. De nouveaux hameaux et villages naissent à cette époque. Les seigneurs normands démembrent leur réserve, provoquant la naissance de terres concédées au titre de ferme perpétuelle, les futurs fiefs roturiers. Les progrès de l’agriculture se lisent dans l’adoption généralisée de l’assolement triennal, qui améliore les rendements, du collier d’épaule et de l’utilisation du cheval comme animal de trait. L’économie monétaire a pénétré le monde rural de façon plus précoce qu’ailleurs : dès le XIe siècle, tous les Normands paient un impôt direct, la graverie, en espèces. Les rentes foncières sont utilisées dès la fin du XIIe siècle.
Le commerce fluvial s’est aussi développé : les marchands rouennais disposaient de franchises à Londres. Au XIIe siècle, plusieurs bourgs fondent leur prospérité sur la draperie.
Au XIe siècle, les barons normands disposent de plusieurs fiefs. Ils tiennent ces fiefs directement du duc et lui prêtent hommage. Puis viennent les seigneurs qui possèdent des terres et font construire leur demeure dans le cadre de la motte castrale, comme celle d’Aplemont, près du Havre. Ils encouragent la création de bourgs et de faubourgs. Certains lignages s’appauvrissent rapidement. Les vavasseurs sont dans la dépendance de ces seigneurs et sont maîtres d’une vavassorie, une fraction de fief. Les fiefs dit « de haubert » sont parfois subdivisés en demi-fief de haubert ou quarte de fief de haubert. Parmi les vilains, c’est-à-dire l’ensemble des paysans, une partie émerge au sein d'un groupe de laboureurs aisés, possédant au moins un train de labour et des animaux de trait. Les cottagers ou bordiers forment le prolétariat rural, mais il n’existe pratiquement pas de serfs en Normandie.

### Rattachement de la Normandie au domaine royal français (1204)

#### 1204: la fin du duché de Normandie?

##### L'intégration française
Confisqué (tombé en commise) en 1202, le duché de Normandie est dans les faits conquis par le roi de France Philippe Auguste deux ans plus tard. Le duché continental entre comme province dans le domaine royal. Les souverains anglais continuent d'y prétendre jusqu’au traité de Paris en 1259 mais ne conservent en fait que le duché insulaire : les îles Anglo-Normandes comme ancienne part du duché.
Peu confiant dans la fidélité des Normands, le roi de France Philippe Auguste installe des administrateurs français dans sa nouvelle possession et construit une puissante forteresse symbole du pouvoir royal, le château de Rouen. La page glorieuse de l'histoire normande est tournée. Le duché n’est pourtant pas mort.
La politique du roi Philippe II Auguste fut de tout faire pour faciliter l’intégration du duché au sein du domaine royal : il préserva les spécificités normandes.
Tout d’abord, les Établissements de Rouen, qui donnaient le monopole de la navigation sur la Seine pour les marchands rouennais, furent confirmés.
Le roi Philippe II Auguste conserva l’institution de l'Échiquier, cour judiciaire et administrative de la Normandie ainsi que la Coutume de Normandie qui sert toujours de base pour les décisions de justice.
La province de Normandie survit surtout par l'installation intermittente d'un duc à sa tête. En effet, le roi de France confie parfois cette portion de son royaume à un membre proche de sa famille, sous forme d'un apanage. Celui-ci prête ensuite hommage au roi.
Philippe VI nomma ainsi son fils aîné, l'héritier du trône Jean II, duc de Normandie. À son tour, Jean II y nomma son fils, le dauphin Charles V.
Le roi Philippe Auguste veilla à contrôler ses vassaux et laissa en place l’institution des vicomtes. Il installa des baillis français dans toute la région. Il rendit aux chapitres cathédraux le soin de choisir leur évêque.
Le XIIIe siècle est le temps de la prospérité économique : profitant de la sécurité capétienne, les paysans défrichent, souvent encouragés par les seigneurs et le roi lui-même. Des bourgs et des villes neuves, dotés de privilèges, naissent un peu partout. L’agriculture est diversifiée : blé, orge, guède, garance, lin, chanvre, légumineuses….
Les villes grandissent aussi : Rouen se dote d’une troisième muraille. Les foires attirent les marchands des régions voisines. Philippe IV le Bel établit un arsenal dans le port de Rouen (le Clos aux galées). Les marchands rouennais exportaient le vin et le blé en Angleterre et revenaient avec de l’étain, de la laine et des draps.

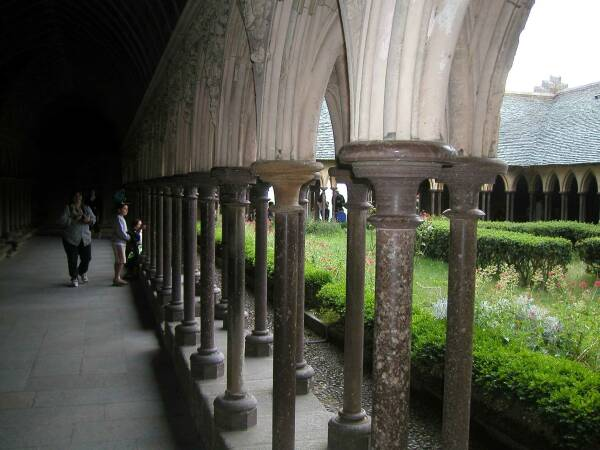
Cloître de l'abbaye du Mont-Saint-Michel.

#### Apogée du gothique
Dans la première moitié du XIIIe siècle, l'architecture normande garde son originalité : élancement, tours-lanternes à base carrée (Rouen). Puis le gothique français s’impose. Les innovations font évoluer les édifices vers plus de clarté (suppression des tribunes, arcs-boutants). Les rois et les Grands financent les travaux : Philippe Auguste concourt à l'édification de la Merveille du Mont-Saint-Michel.

#### Ferment de crise à la fin duXIIIesiècle
Les troubles liés aux impôts se multiplient à Rouen : les émeutes de 1281 voient le maire assassiné et le pillage des maisons nobles. Devant l'insécurité, Philippe le Bel supprime la commune et retire aux marchands le monopole du commerce sur la Seine. Mais les Rouennais rachètent leurs libertés en 1294. Les mutations de la monnaie royale amoindrissent les revenus des rentes pour les bourgeois.
Après la mort de Philippe le Bel, en 1315, face aux empiétements constants du pouvoir royal sur les libertés normandes, les barons et villes reprennent l'agitation et arrachent au roi de France une première Charte aux Normands (1315), puis une seconde (1339) qui réaffirment l'autonomie normande en matière de justice et d'impôt. Les États de Normandie sont des assemblées convoquées pour régler les problèmes financiers du royaume. Elles deviennent pérennes et influentes.
Ce document n'offre pas l’autonomie à la province mais la protège de l’arbitraire royal. Les jugements de l'Échiquier, principale cour de justice normande, sont déclarés sans appel. Ce qui signifie que Paris ne pourra pas casser un jugement de Rouen. Autre concession importante : le roi de France ne pourra lever un nouvel impôt sans le consentement des Normands. Il faut toutefois avouer que cette charte, concédée à un moment où l’autorité royale fléchit, sera plusieurs fois violée par la suite, quand la royauté aura retrouvé sa puissance.

### La Normandie dans la Guerre de Cent Ans (1337-1453)

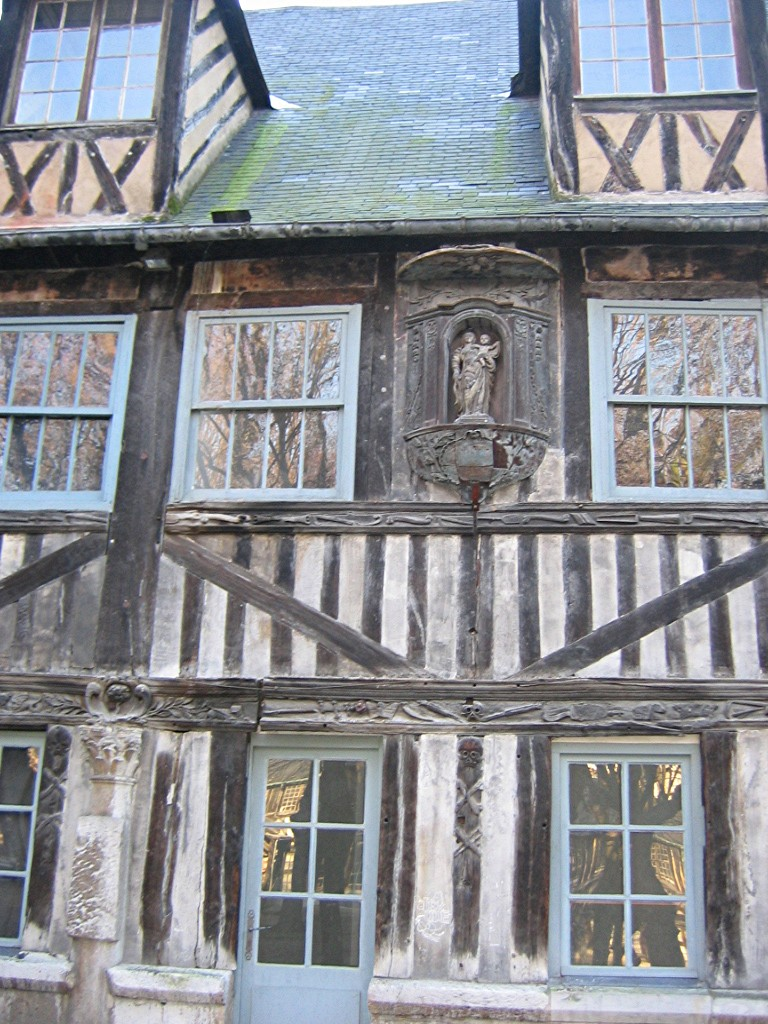
Aître Saint-Maclou, ossuaire à Rouen, où l’on entreposait les os prélevés dans les fosses communes.

Quand éclate en 1337 la guerre de Cent Ans, opposant les royaumes de France et d'Angleterre, la Normandie n'est pas à l’origine du conflit. Par contre, par sa richesse et son passé anglo-normand, elle en devient rapidement un enjeu. En 1346, le roi d’Angleterre Édouard III et son armée débarquent dans le Cotentin, traversent toute la région en pillant et détruisant tout sur leur route. Les Anglais retournent dans leur île après avoir remporté la bataille de Crécy en Picardie.
La peste noire touche la Normandie dès 1348 et provoque des épidémies récurrentes dans la région. Conjuguées aux dévastations de la guerre et aux famines, la peste fait des ravages parmi la population de la région. Ce contexte difficile provoque des émeutes populaires à Rouen contre les impôts en 1382.
La Normandie fut le théâtre d’une violente opposition entre le roi de France Jean le Bon et Charles le Mauvais, roi de Navarre. Ce dernier était le petit-fils de Philippe le Bel par sa mère et faisait valoir ses droits sur le trône de France. Il possédait des terres en Normandie, en particulier le comté d'Évreux, et a profité de la guerre de Cent Ans en faisant jouer l'alliance anglaise. Après avoir agrandi ses domaines normands par le traité de Mantes le 22 février 1354, Charles le Mauvais est emprisonné à Château-Gaillard, mais s'en évade le 9 novembre 1357. Il attise l'agitation antifiscale en Normandie. L'armée française commandée par Bertrand du Guesclin le bat finalement à Cocherel le 16 mai 1364. Par le traité d'Avignon en mars 1365, Charles le Mauvais abandonne au roi de France Charles V ses possessions normandes en échange de la ville de Montpellier.
Après un répit de quelques années, la guerre de Cent Ans reprend et concerne davantage la Normandie que sa première phase. En août 1415, le roi d’Angleterre Henri V débarque dans l'estuaire de la Seine pour reconquérir ses terres patrimoniales ancestrales. Il assiège la ville d'Harfleur qui finit par tomber. Puis, il défait les Français à Azincourt. Après un séjour en Angleterre, Henri V revient en Normandie mais cette fois dans l'objectif de conquérir toute la région, voire plus. En 1419, la capitale, Rouen, tombe. Les Anglais mettent la main sur une bonne partie du royaume de France. Par le traité de Troyes signé en 1420, Henri V obtient la main de Catherine, fille du roi de France Charles VI ; à la mort de ce dernier, Henri V ou son fils deviendra roi de France et d'Angleterre. En 1422, Henri V et Charles VI meurent. Comme Henri VI n’est encore qu’un nourrisson, c’est le duc de Bedford qui assume la régence. Il crée l’université de Caen en 1432 et tente de ménager les particularismes des Normands. La noblesse, le clergé et la bourgeoisie dans leur grande majorité s’étaient ralliés au roi Plantagenêt, dont le règne paraissait légitime comme duc de Normandie ainsi que comme roi de France. Mais la pression fiscale qu'il impose suscite le mécontentement. Bedford intervient pour que Jeanne d'Arc soit condamnée à mort. Le 30 mai 1431, capturée au siège de Compiègne, elle est « vendue » aux Anglais et brûlée vive après un long procès à Rouen. Ses cendres sont dispersées dans la Seine. En 1434, les impôts exigés par les Anglais pour financer leurs campagnes provoquent un climat insurrectionnel dans toute la région. Au printemps 1449, les offensives des armées de Charles VII dans le Cotentin, en Basse-Seine et dans le centre de la Normandie marquent le début de la reconquête capétienne. L'occupation anglaise de la Normandie prend fin en 1450 après la bataille de Formigny que remporta le connétable Arthur de Richemont dans le Calvados actuel. Cherbourg est la dernière ville libérée dans l'été 1450. Les élites se rallient à la dynastie capétienne et les églises se couvrent de fleurs de lis pour le signifier. La reconstruction des bâtiments endommagés ou détruits par la guerre peut débuter.

### Révolte de Monsieur Charles (1465-1469)
En juillet 1465, après la bataille de Montlhéry, Louis XI est contraint par les Grands de son royaume à signer le traité de Conflans en octobre 1465 : il doit céder en apanage le duché de Normandie à son frère Charles. Cette concession est un problème pour le roi de France car Charles est le pantin de ses ennemis. La Normandie risque donc de servir de base à une rébellion contre le pouvoir royal.
Dès mars 1466, les armées du roi Louis XI reprennent le duché. Charles se réfugie chez le duc François II de Bretagne. Monsieur Charles, apanagé en Normandie, veut régner sur son duché que lui a confisqué son frère aîné le roi Louis XI. Le duc François II de Bretagne et Charles ordonnent ensemble une campagne en Normandie en 1467-1468. Mais après des succès initiaux, l’armée bretonne rentrera à la maison et une trêve sera signée à Ancenis entre les belligérants en septembre 1468. Louis XI négocie alors avec son frère l’échange de la Normandie contre la Guyenne.
Le 9 novembre 1469, l'ordonnance royale de Louis XI au connétable de Saint-Pol, convoquant en séance l'échiquier de Normandie, vit la fin du duché sur le continent et pour bien signifier que la Normandie ne sera plus aliénée, l’anneau ducal est placé sur une enclume et brisé d’un coup de masse,. En 1470, la charte des francs-fiefs bouleversera une seconde fois l'échiquier de la noblesse et la disparition de la vieille noblesse du Cotentin.
Toutefois, le dauphin Louis Charles, second fils de Louis XVI, est aussi connu comme duc de Normandie avant la mort de son frère aîné en 1789. Mais son titre est purement honorifique.

## La Normandie auXVIesiècle

### Retour de la prospérité
La guerre de Cent Ans terminée, la Normandie se relève de ses ruines démographiques et économiques. Après les désastres de la période 1337-1450, la croissance démographique permet à la Normandie de retrouver, vers 1530 son niveau de population d’avant les crises. En 1517, le roi François Ier crée le port et la ville du Havre. À Rouen, la draperie connaît un essor sans précédent. Les pêcheurs normands vont chercher le hareng en Mer Baltique et la morue à Terre-Neuve. Ils rapportent le sel de Guérande. Jusqu’en 1570, la Manche est un lieu de passage pour les navires commerciaux qui se dirigent vers Londres ou Anvers. Les marchands normands importent des matières premières des Îles Britanniques (laine, étain, cuir, etc.), du sel et de l’alun du Sud ; ils fréquentent le port d’Anvers. Harfleur accueille des marchands hispaniques.
La Normandie participe au mouvement des grandes découvertes, avec notamment le départ, en 1503, de Binot Paulmier de Gonneville de Honfleur jusqu’aux côtes du Brésil, la visite de Terre-Neuve et de l’embouchure du Saint-Laurent par le Honfleurais Jean Denis en 1506 ou le départ, en 1608, d’une expédition dirigée par Samuel de Champlain, qui aboutit à la fondation de la ville de Québec. Sous le règne de François Ier, l'armateur dieppois Jehan Ango envoie ses navires vers Sumatra, le Brésil, l’Argentine et le Canada. Dieppe est aussi le siège une école de cartographie et d'hydrographie sous la direction de Pierre Desceliers. Les Rouennais envoient Giovanni da Verrazzano chercher le bois de brésil en Amérique du Sud. En 1550, une fête brésilienne est organisée sur la Seine à Rouen, en l'honneur de la visite du roi Henri II.
Le dynamisme et la prospérité en Normandie se voient à travers les innombrables manoirs qui se construisent dans les campagnes et les hôtels urbains dans les grandes villes. Enfin, la Normandie s’est particulièrement ouverte à l’influence protestante.

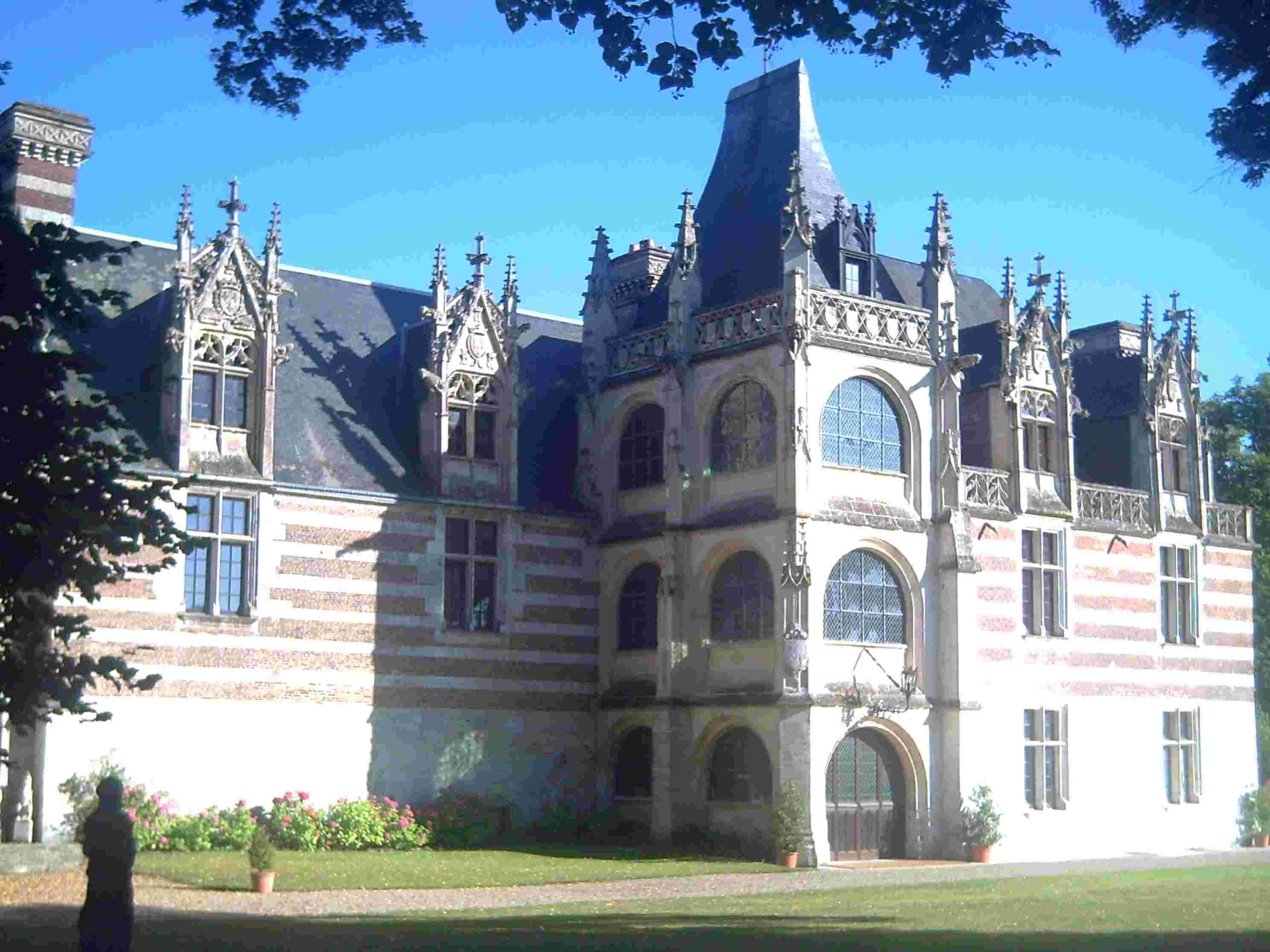
Château d'Ételan, Seine-Maritime.

### Renaissance artistique en Normandie

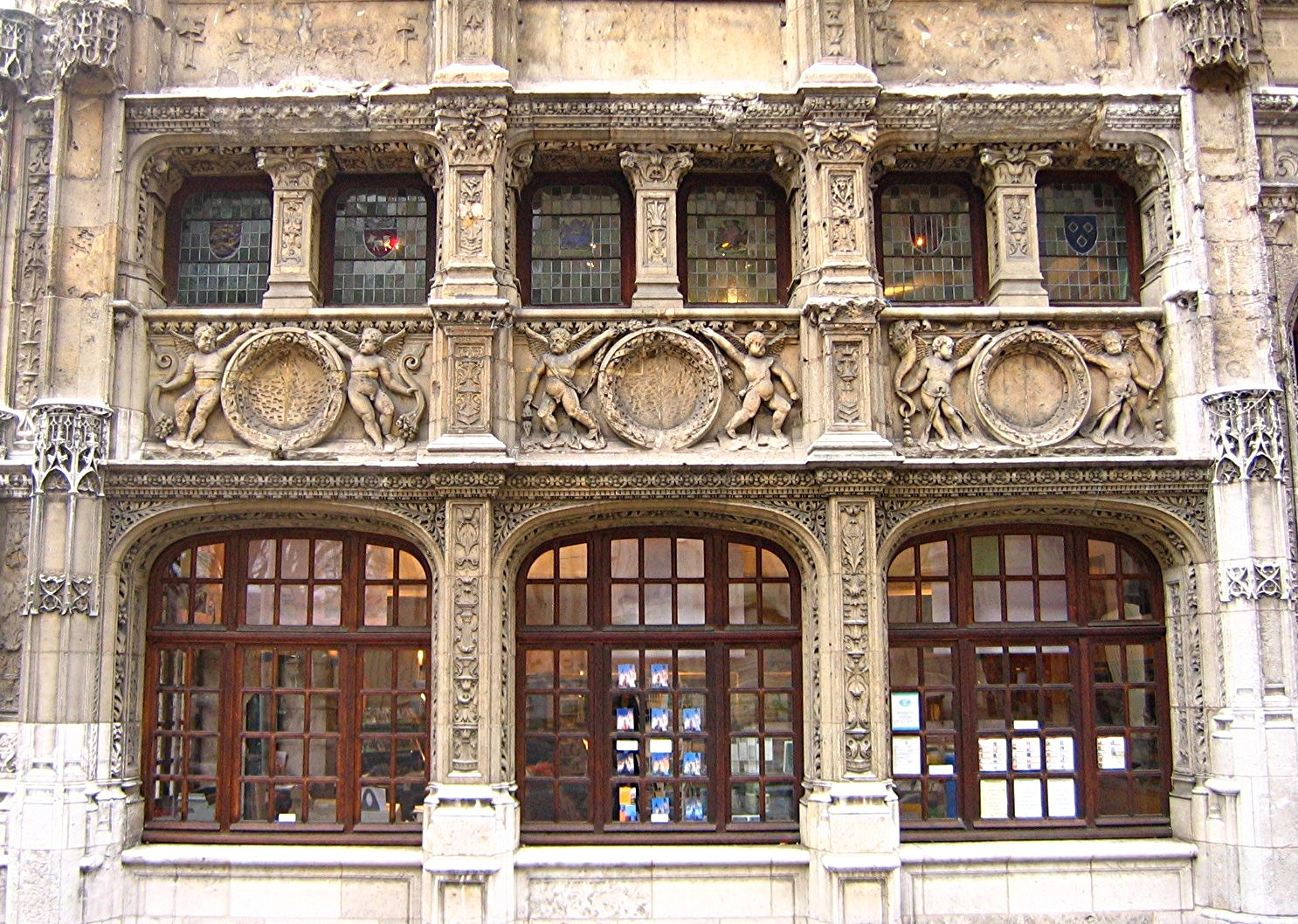
Bureau des Finances, Rouen, 1510.

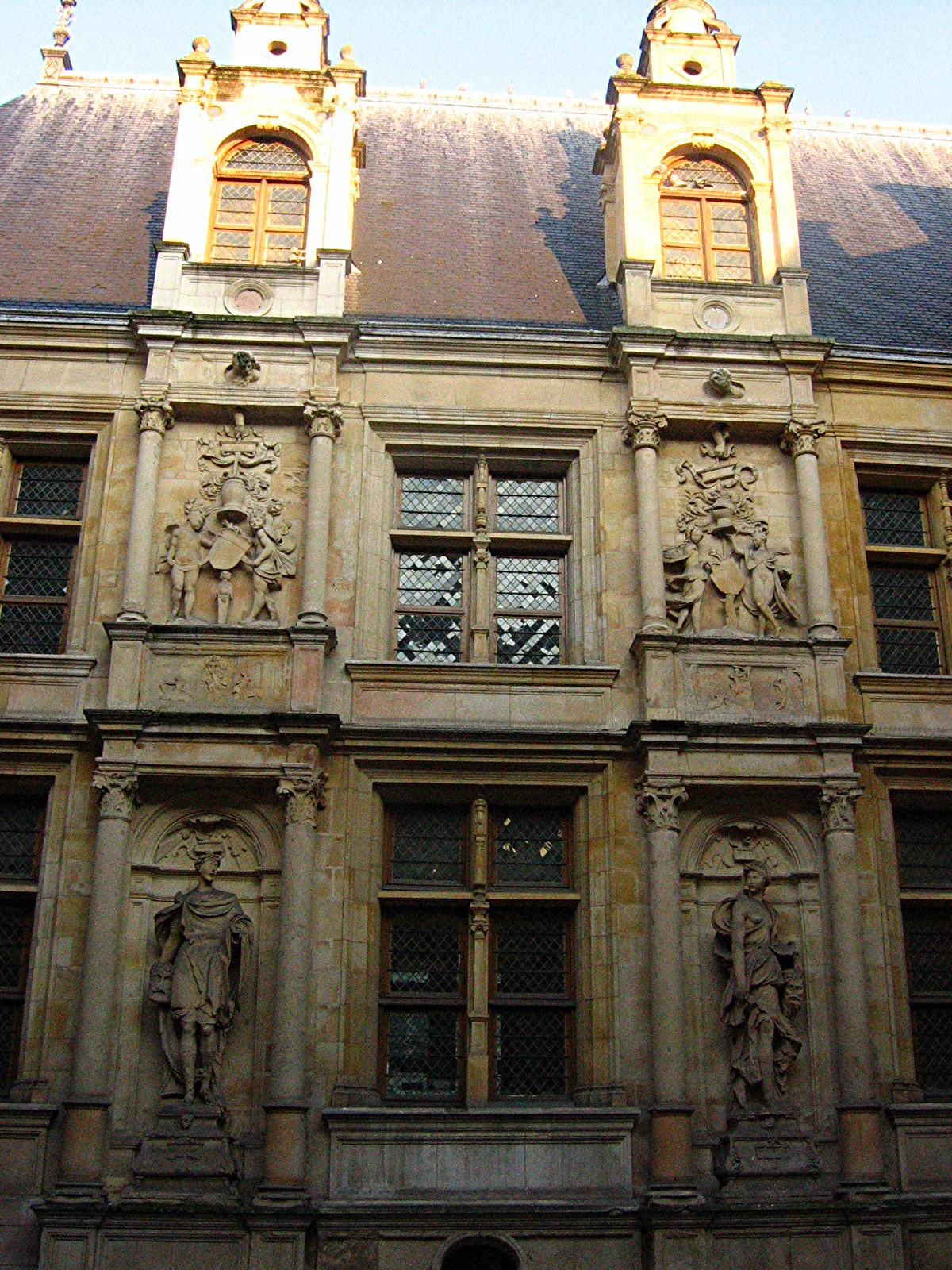
Hôtel d'Escoville, Caen, XVIe siècle.

L’essor économique de la première moitié du XVIe siècle et la présence de mécènes prestigieux permet à la Renaissance d'éclore en Normandie. Les manoirs et les châteaux ruraux ne font que plaquer des éléments renaissants et italianisants sur des plans de tradition gothique. Une certaine profusion de décoration connaît une vogue certaine à cette époque, aussi bien en ville qu’à la campagne. Les matériaux utilisés sont la brique, le bois et la pierre taillée. L'essor de ces constructions est brisé par les guerres de religion, dans la deuxième moitié du XVIe siècle.

### Les guerres de Religion
Le protestantisme s'implante tôt en Normandie (dès les années 1530), surtout dans les villes. La première ville acquise au calvinisme, Alençon où Marguerite d’Angoulême la laissa s’implanter, devient rapidement un foyer de Réforme. Les campagnes du nord du pays de Caux, de la vallée de la Seine (Caudebec-en-Caux) et du Bessin sont touchées. Le Cotentin est gagné par les idées de la Réforme plus tard (deuxième moitié du XVIe siècle) : le sieur de la Mare, Pierre de Comprond est brûlé vif à Coutances.
Les succès de la Réforme s’expliquent par le trafic des indulgences et l’absence des curés. La région est relativement riche et alphabétisée, ouverte sur les influences extérieures par le négoce. Rouen est le troisième centre d’impression de livres en France. De nombreux imprimeurs sont aussi installés à Caen.
Les protestants sont avant tout des petits nobles, des bourgeois de Caen et des artisans du textile.
1562 : début des guerres de religion : iconoclasme dans plusieurs villes (Alençon, Rouen, Caen, Coutances, Bayeux) ; siège et pillage de Rouen en octobre ; traité d'Hampton Court
1572 : Saint-Barthélemy : massacre de protestants à Rouen
21 septembre 1589 : bataille d'Arques
1590 : bataille d'Ivry
À la fin du XVIe siècle, le protestantisme recule en Normandie, même s’il reste relativement bien implanté à Caen et Alençon. Peu avant la révocation de l’édit de Nantes par l'édit de Fontainebleau de Louis XIV en 1685, la Normandie est la province du nord de la France qui compte le plus d’habitants acquis à la Réforme. Au nombre de 200 000, ceux-ci forment la partie la plus industrieuse de la population normande. À la révocation, pas moins de 184 000 (92 %) protestants mettront leur proximité avec la mer à profit pour s’enfuir vers l'Angleterre et la Hollande, pays protestants avec lesquels ils entretenaient des relations suivies. Plus de 26 000 habitations normandes sont désertées. La population de Rouen chute de 86 000 à 60 000 habitants. La sortie du royaume des plus riches des 4 000 protestants de Caen, qui se livraient presque tous au commerce maritime, appauvrit ainsi la population privée des relations commerciales précédemment entretenues par ceux-ci. La totalité des protestants de Coutances émigrent, emportant avec eux en Angleterre toutes les manufactures de toiles qu’ils possédaient. La moitié des 800 réformés que compte Saint-Lô passe à l’étranger. Plus de la moitié des 300 réformés de l’élection de Mortain s’établit en Angleterre et en Hollande. L'émigration des maîtres, suivis de leurs plus habiles ouvriers — non seulement protestants mais quelquefois même catholiques désireux de conserver leur emploi —, ruine pour plusieurs années les diverses branches de commerce et d'industrie qui florissaient auparavant à Rouen, Darnétal, Elbeuf, Louviers, Caudebec, Le Havre, Pont-Audemer, Caen et Alençon au point que cette province autrefois industrieuse suffit désormais à peine à sa propre consommation.
Les violences religieuses n’épargnent pas la province : près de 80 000 Normands réformés s’exilent en Prusse, aux Pays-Bas et en Angleterre.

## La Normandie au siècle deLouisXIV

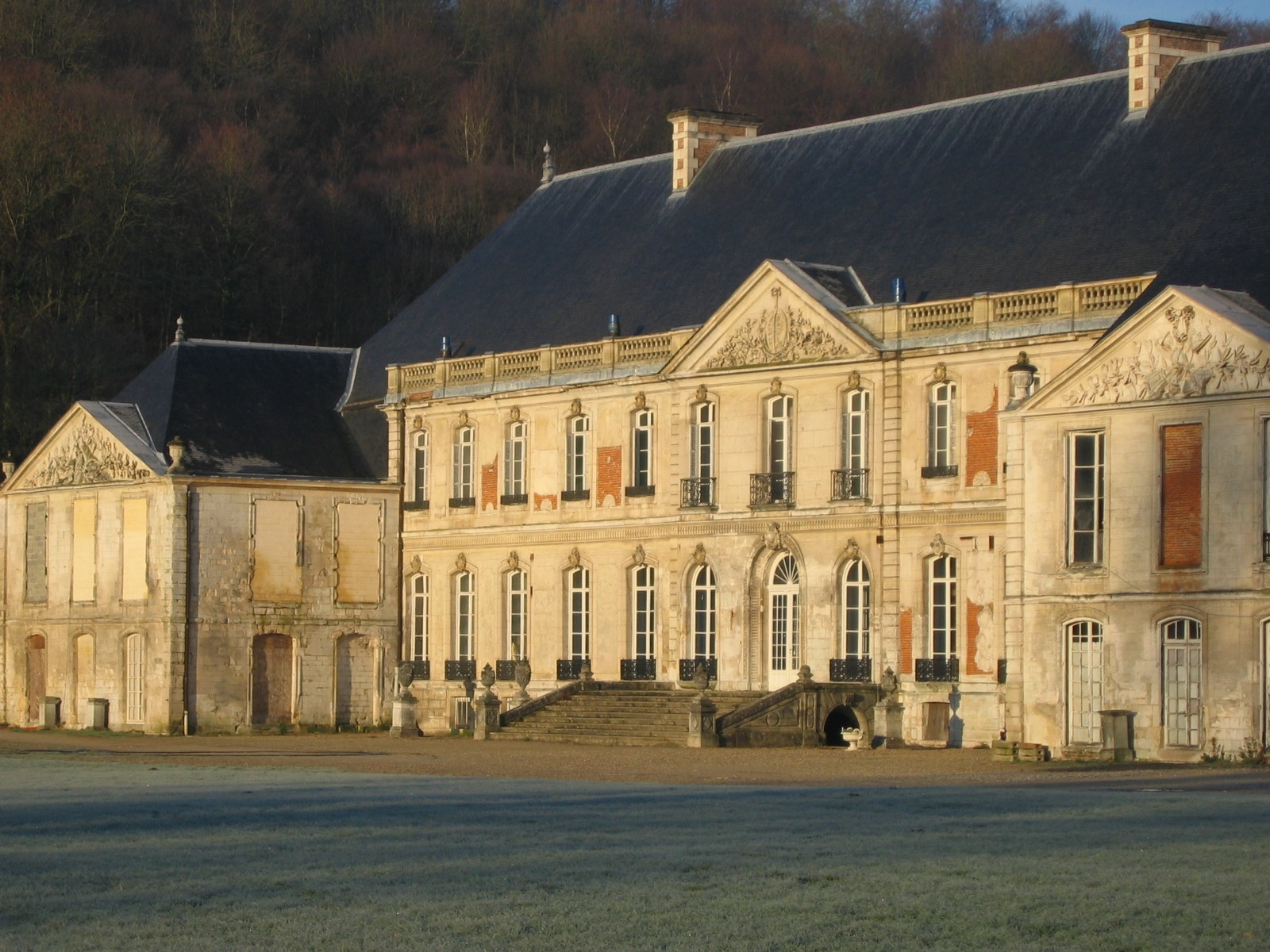
Abbaye de Gruchet-le-Valasse, Seine-Maritime.

La révolte des Nu-pieds est un soulèvement populaire qui toucha la Normandie en 1639 à la suite de la décision de Louis XIII d’étendre la gabelle du sel à l'ensemble du territoire. Les révoltes avaient déjà secoué la province auparavant, à mesure que la charge fiscale s’alourdissait : en 1623 à Rouen, en 1634… La révolte de 1639 est générale : elle touche les principales villes en août.
En 1667, Jean-Baptiste Colbert crée la manufacture royale des draperies d'Elbeuf. La Normandie connaît alors une petite période de prospérité. La charge fiscale est même diminuée. On construit des châteaux de style classique (Balleroy, Beaumesnil, Cany, Flamanville).
Mais à partir de 1689, la guerre reprend contre l'Angleterre : le littoral normand subit plusieurs attaques. En 1692, la flotte française subit une défaite à La Hougue dans le Cotentin. En 1694, Le Havre et Dieppe sont bombardés.
Les relations transatlantiques avec l'Amérique s'intensifient. Des Normands continuent l'exploration du Nouveau Monde : le Rouennais René-Robert Cavelier de La Salle voyage dans la région des grands Lacs des États-Unis et du Canada, puis sur le fleuve Mississippi. Il découvre ainsi les territoires situés entre le Québec et le delta du Mississippi, autrement dit la Louisiane française. Honfleur et Le Havre furent deux des principaux ports négriers de France. La traite enrichit plusieurs familles normandes comme les Fouache.
Les colons qu’a fournis la Normandie (en particulier la Basse-Normandie), à la Nouvelle-France (Québec) furent parmi les plus entreprenants.
Jouxtant la Normandie historique, c’est de l'ancienne province du Perche que proviennent des plus anciennes familles du Québec : les Aubin, Baril, Beaulac, Bouchard, Boucher, Cloutier, Drouin, Gagnon, Giguère, Lambert, Landry, Leduc, Lefebvre, Lemire, Mercier, Pelletier, Rivard, Tremblay et nombre d’autres…

## Le siècle des Lumières

### L’économie normande

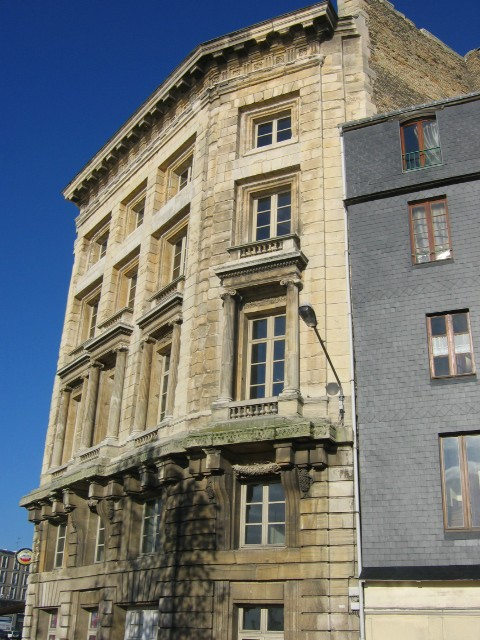
La Maison de l’Armateur, XVIIIe siècle, hôtel particulier d’un négociant négrier du Havre.

Le XVIIIe siècle constitue l’apogée du trafic négrier. Les bourgeois du Havre, de Rouen et d’Honfleur bénéficient des retombées économiques du commerce triangulaire. Le travail du coton se développe dans les villes et jette les bases de la révolution industrielle. Les manufactures se multiplient et s’installent dans les faubourgs de Rouen. Mais ces changements profitent surtout à la Normandie orientale (autrement dit l’actuelle Haute-Normandie). Le reste de la province profite moins du grand commerce maritime.
L'agriculture reste importante : production céréalière (Pays de Caux, Vexin, campagnes du Neubourg, de Caen, d'Argentan), élevage laitier (Pays de Bray, Bessin), élevage pour la viande (Pays d'Auge), pommiers pour le cidre sont en progrès, alors que la vigne recule vite. Dans de petits secteurs, la productivité augmente grâce à la disparition progressive de la jachère dans le Pays de Caux et la plaine de Caen. Le bocage normand fournit des rendements médiocres.
La filature, le tissage, la fabrication de toiles sont les activités artisanales les plus pratiquées dans les campagnes normandes. Rouen reste le plus gros centre de production de draps de laine. À la fin du XVIIIe siècle commence à s’imposer la filature du coton.
La métallurgie concerne surtout la région d'Alençon, le Pays d'Ouche et l'est de la Normandie. Villedieu-les-Poêles fabrique des ustensiles de cuivre. Rouen est un centre de production de verre, de céramique, de porcelaine, de livres. Les chantiers navals se développent au Havre, mais aussi à Cherbourg, Caen, Rouen, Villequier et Dieppedalle. Dans la vallée de la Seine commencent à s’implanter des centres de production « chimiques » (raffineries de sucre). Les Britanniques introduisent quelques timides innovations dans les secteurs textile et métallurgique normands au XVIIIe siècle.
Dans les années 1780, la crise économique et la crise de l’Ancien Régime frappent la Normandie et débouchent sur la Révolution française.

### La Révolution en Normandie

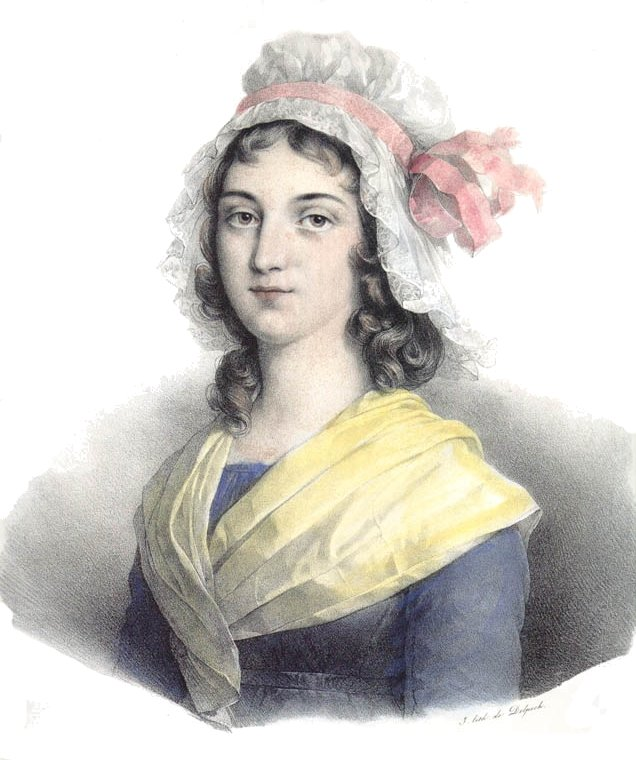
Charlotte Corday, originaire de Normandie.

En 1788-1789, les cahiers de doléances révèlent les difficultés et les attentes des Normands : les corporations et les péages sont vivement contestés. Les mauvaises récoltes, les progrès techniques et les effets du traité de commerce de 1786 avec la Grande-Bretagne affectent l’emploi et l’économie de la province. Surtout, c’est l’importante charge fiscale que les Normands ont du mal à accepter.
Durant l'été 1789, la province subit la Grande Peur, une rumeur d’un complot aristocratique pour écraser la Révolution. En 1790 sont institués les cinq départements de la Normandie.
Les Normands acceptent mal la levée en masse décrétée par la Convention. Lors du coup d'État des Montagnards à Paris qui entraîne la chute des Girondins le 2 juin 1793, plusieurs députés de ce parti, dont François Buzot (le seul Normand du groupe), Gorsas, Barbaroux, Guadet, Louvet de Couvray, Pétion, se réfugient en Normandie où ils tentent de soulever une insurrection fédéraliste contre le pouvoir montagnard du Comité de salut public. Ils rassemblent à Caen une armée de 2 000 volontaires sous les ordres du général Wimpffen. Le 11 juillet 1793, la jeune Normande Charlotte Corday, qui a côtoyé les proscrits girondins à Caen, assassine Marat à Paris. Mais la tentative des Girondins de marcher sur Paris tourne à la déroute à la bataille de Brécourt le 13 juillet.
La victoire de la Montagne sur la Gironde marque le point de départ de la Terreur. Celle-ci est assez limitée en Normandie grâce à la modération du représentant en mission Robert Lindet. Cette période voit cependant l'application de la déchristianisation en Normandie. La cathédrale de Rouen est ainsi temporairement transformée en temple de la Raison.
Pendant la révolte vendéenne, les insurgés royalistes de l'Ouest tentent de s'emparer d'un port sur la côte normande, mais ils sont repoussés lors du siège de Granville les 14 novembre et 15 novembre 1793. La chouannerie normande se développe à partir de 1795 en Basse-Normandie. Sous le Directoire, des bandes royalistes effectuent des coups de force à Domfront, Tinchebray, Vire. Une Armée catholique et royale de Normandie, commandée par Louis de Frotté, est active de 1795 à 1800. Peu nombreuse, elle ne survit pas à la pacification de Bonaparte et à l'exécution de son chef.
Sous l'Empire, le blocus, la conscription et les mauvaises récoltes de 1811 entraînent une nouvelle fois le mécontentement des Normands.

## La mutation des campagnes et l’industrialisation (XIXesiècle)

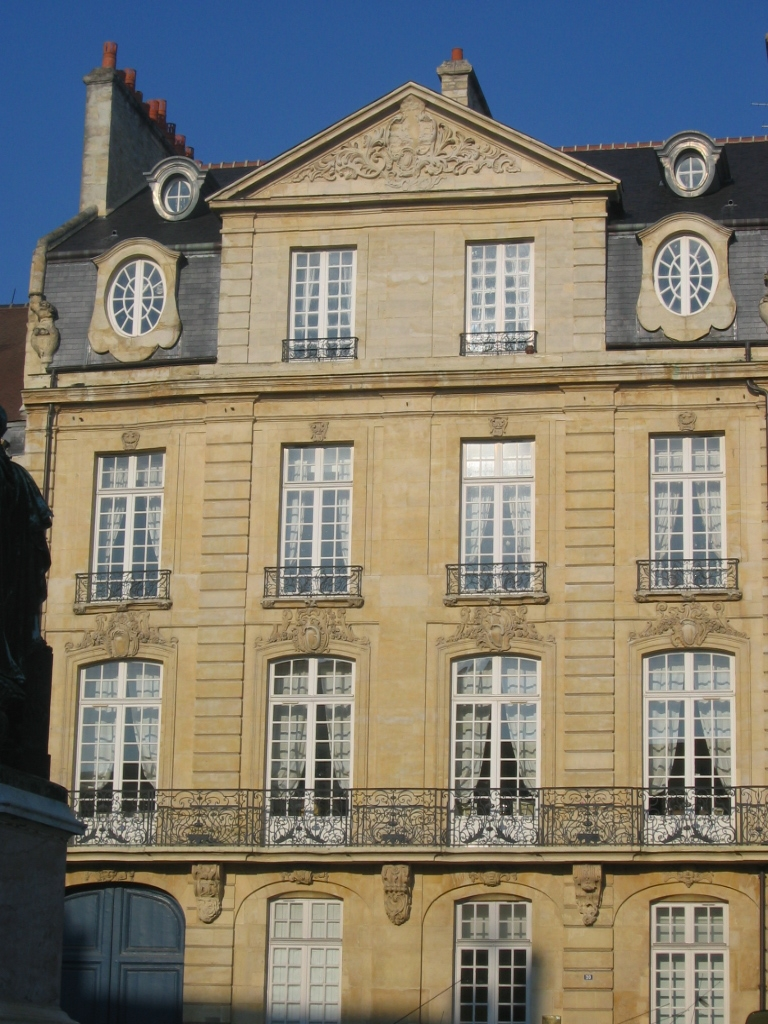
L'hôtel Fouet, Caen, XVIIIe siècle.

Les Normands réagissent peu aux nombreux bouleversements politiques qui caractérisent le XIXe siècle. Prudents, ils acceptent globalement les changements de régime (Premier Empire, Restauration, monarchie de Juillet, Deuxième République, Second Empire, Troisième République).

### Mutations de l’industrie et du transport
- Renouveau économique après les guerres révolutionnaires (1792-1815).
- Abolition de la traite des Noirs.
- Apparition des bateaux à vapeur sur la Seine et premiers trains : inauguration de la ligne Paris-Rouen le 3 mai 1843, prolongée jusqu’au Havre en 1848.
- Mécanisation du textile, utilisation de la force hydraulique. Multiplication des usines surtout en Seine-Maritime (Elbeuf, Bolbec, Le Havre, Louviers).
- Effets sociaux : prolétarisation, chômage, exode rural, émigration relative aux États-Unis.

La population normande stagne à environ 2,4 millions d’habitants entre 1800 et 1900 mais cet immobilisme apparent masque une redistribution démographique au sein de la province. D’une manière générale, les villes croissent, plus exactement les villes en pleine révolution industrielle. Il s’agit principalement des villes de la vallée de la Seine (Le Havre surtout, Rouen et sa banlieue, Elbeuf). D’importantes usines, surtout textiles, se développent et accueillent plusieurs centaines d’ouvriers. Cette industrialisation s’appuie d’abord sur l'utilisation de l’énergie hydraulique des rivières puis s’intensifie grâce aux machines à vapeur et à la création des premières voies de chemin de fer. Cependant, une grande partie de la Normandie (notamment la Basse-Normandie) reste à l’écart de ces transformations.

### Mutation des campagnes
Globalement, les campagnes normandes se dépeuplent. Parmi les raisons de ce déclin, la conversion à l’élevage bovin, qui touche presque toute la province. Or cette activité requiert moins de main-d’œuvre que la culture céréalière. Les fermiers normands transforment leurs champs en herbage ou en prairies artificielles et se mettent à produire du lait et ses dérivés. Crème, beurre et fromages de Normandie (dont le fameux camembert) approvisionnent les marchés parisiens. C’est sur ces boîtes de camembert que s’exporte l’image quelque peu caricaturale d’une Normandie opulente et verte : autour de la paysanne, se déploie un paysage de bocage avec ses vaches, ses haies, ses pommiers et ses bâtiments à pans de bois.
Une nouvelle activité dynamise le littoral : le tourisme. Le XIXe siècle marque la naissance des premières stations balnéaires. Dieppe d'abord, puis tout un chapelet de modestes ports (Saint-Valery-en-Caux, Étretat, Le Tréport, Trouville, Deauville, Cabourg) voient s’élever villas, casino et grand hôtel. L'aristocratie et la haute bourgeoisie parisiennes, sans oublier anglaises, poursuivent ainsi leur vie mondaine sur la côte normande, celle peinte par les Impressionnistes.
Le succès de ces lieux de villégiature tranche avec l’endormissement de cités naguère riches (Bayeux, Falaise, Alençon), le déclin des campagnes proto-industrielles (Pays d'Ouche, région autour de Vire, plaine de Caen etc.) et la constitution de quartiers insalubres dans les villes industrielles (avec un taux de mortalité particulièrement élevé, Rouen est un véritable mouroir).

### Arts et lettres

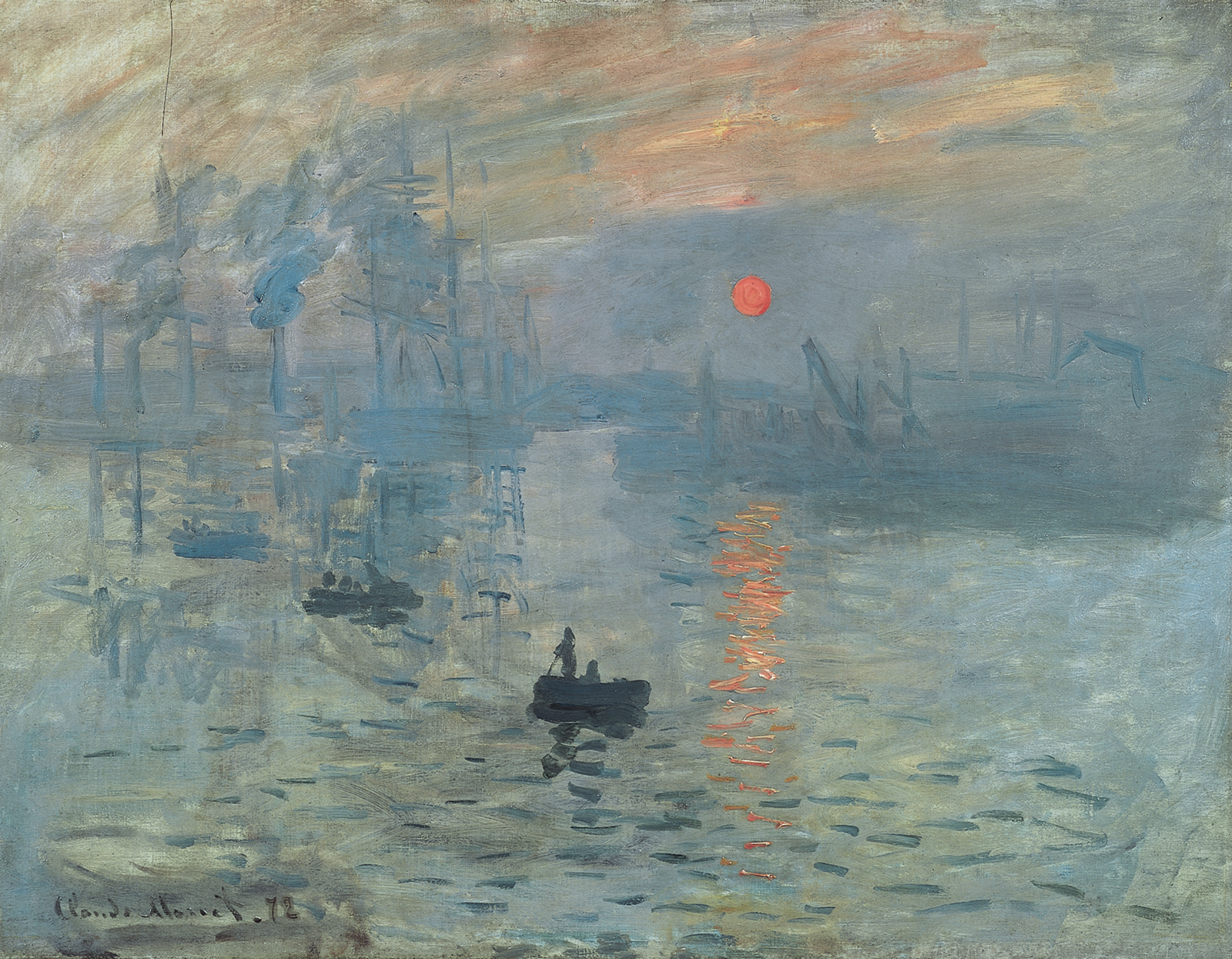
Claude Monet, Impression, soleil levant, 1872, peint dans le port du Havre.

Les changements industriels affectent la société et l’art. La Normandie tient une place importante dans le mouvement artistique impressionniste qui se développe dans la deuxième moitié du XIXe siècle. De nombreux sites normands, tels notamment les falaises d’Étretat, Giverny et la cathédrale de Rouen, ont inspiré l'impressionnisme dont le terme vient d'un tableau de Claude Monet intitulé Impression, soleil levant présenté à l’exposition de 1874.
Elle inspire aussi de nombreux écrivains parmi lesquels Honoré de Balzac qui se rend en 1822, en Normandie, chez sa sœur Laure Surville. Il y rencontre une jeune femme réfugiée dans ses terres, près de Bayeux ce qui lui inspire par la suite : La Femme abandonnée et La Grenadière.
La Normandie est également le berceau de grands écrivains du XIXe siècle : 
- Casimir Delavigne (1793-1843)
- Alexis de Tocqueville (1805-1859)
- Jules Barbey d'Aurevilly (1808-1889)
- Octave Feuillet (1821-1890)
- Gustave Flaubert (1821-1880)
- Hector Malot (1830-1907)
- Guy de Maupassant (1850-1893)
- Alphonse Allais (1854-1905)
- Remy de Gourmont (1858-1915)
- Maurice Leblanc (1864-1941)
- Henri de Régnier (1864-1936)

Sous le Second Empire, Victor Hugo, opposé à Napoléon III, vit en exil à Jersey puis à Guernesey. Sa fille Léopoldine se noie dans la Seine à Villequier en 1843. Hugo composera pour elle son poème « Demain, dès l'aube… ».
L'association catholique Le Souvenir normand, créée en 1896 de la volonté de Jean Soudan de Pierrefitte et du marquis de la Rochethulon de construire un rapprochement européen après la guerre des Duchés en 1864, a pour objectif de rassembler tous les peuples européens qui ont pour origine des Normands. Elle refait naître dans les articles de son hebdomadaire le viking comme un des mythes fondateurs de la Normandie. Ce mythe sera fortement activé en 1911 lors des fêtes du millénaire normand qui commémorent la création de la Normandie en 911, l'exaltation du passé viking étant la manifestation du régionalisme de la « petite patrie » normande.

### Guerre de 1870
Les Prussiens entrent en Normandie au cours des mois d'octobre et de novembre par le plateau du Vexin. De nombreux combats ont lieu entre les soldats prussiens et français. Mais les Prussiens dominent nettement les Français qui complètement désorganisés, abandonnent Rouen, dans laquelle les Prussiens entrent les 5 et 6 décembre. La ville est occupée et le général Manteuffel y installe un préfet et une administration prussienne. De plus les habitants subissent la confiscation de leurs biens par l'armée allemande.
A. Roland[Qui ?] décrit l'arrivée de l'armée prussienne dans la ville :

« 13 décembre - Cette nuée que je veux qualifier de huitième plaie, s'abat dans les domiciles pauvres ou aisés par deux, par quatre ou six, malgré le nombre fixé par le billet de logement (nouvellement innové pour ces messieurs). »

Cependant, l'armée française se replie et le général Briand ordonne le repli sur Honfleur afin d'embarquer pour Le Havre.
Cette retraite ne marque pas la fin des combats, le général Roy, à la tête de 10 550 hommes et quatorze canons, tente de reconquérir Rouen. Les Français arrivent à faire une percée, mais les Prussiens réalisent une contre-attaque, que les Français parviendront à repousser. Mais cette tentative sera la dernière, car le 25 janvier, le Grand duc de Mecklembourg fait son entrée dans Rouen et signe l'Armistice le 28 janvier. Une ligne de démarcation est alors dessinée, s'étendant d'Étretat à Saint-Romain-de-Colbosc. A. Roland écrivit alors : 

« Le Havre était resté français et n'avait pas vu flotter sur ces murs le sombre drapeau noir et blanc. »

Il s'avère que l'occupation se passa très mal et que les occupants furent assez violents avec les occupés.
Ces moments sombres semblent avoir forgé une certaine image de l'occupant qui se retrouvera dans l'envie de partir au combat, lors de la Première Guerre mondiale en 1914.

## Première Guerre mondiale
Le premier conflit mondial épargne la Normandie mais la bataille semblait toute proche, puisque les limites du front approchaient Beauvais en septembre 1914. Cependant, Sainte-Adresse accueille le 13 octobre 1914 le gouvernement belge et Rouen devient une base anglaise évoquée dans Les Silences du colonel Bramble par un agent de liaison nommé Émile Herzog (vrai nom d'André Maurois). La mise à feu, le 29 août 1917, du haut-fourneau de Colombelles permet de réduire les conséquences de l'occupation des régions industrielles, les régiments normands prennent leur part, et au-delà, à l'effort de la Nation. Les Ve et VIe divisions foulent les champs de bataille de Charleroi, de la Marne, de Verdun, du chemin des Dames etc. Foch dit alors : « Je suis tranquille, les Normands sont là. ».
Aux morts de la guerre s'ajoute la chute du taux de natalité déjà commencée au XIXe siècle. La production rurale, faute de main-d'œuvre suffisante, baisse considérablement, ainsi que la production industrielle, qui manque d'ouvriers qualifiés.
Les années 1920 ne connaissent pas de bouleversements significatifs, la prudence et la modération guident les Normands dans le choix de leurs élus locaux ainsi que dans le programme économique de la région. Le front populaire de 1936 permet à des millions de salariés de partir en congés pour la première fois : la Normandie et ses plages vont recevoir des Français qui n'ont jamais vu la mer.

## Seconde Guerre mondiale

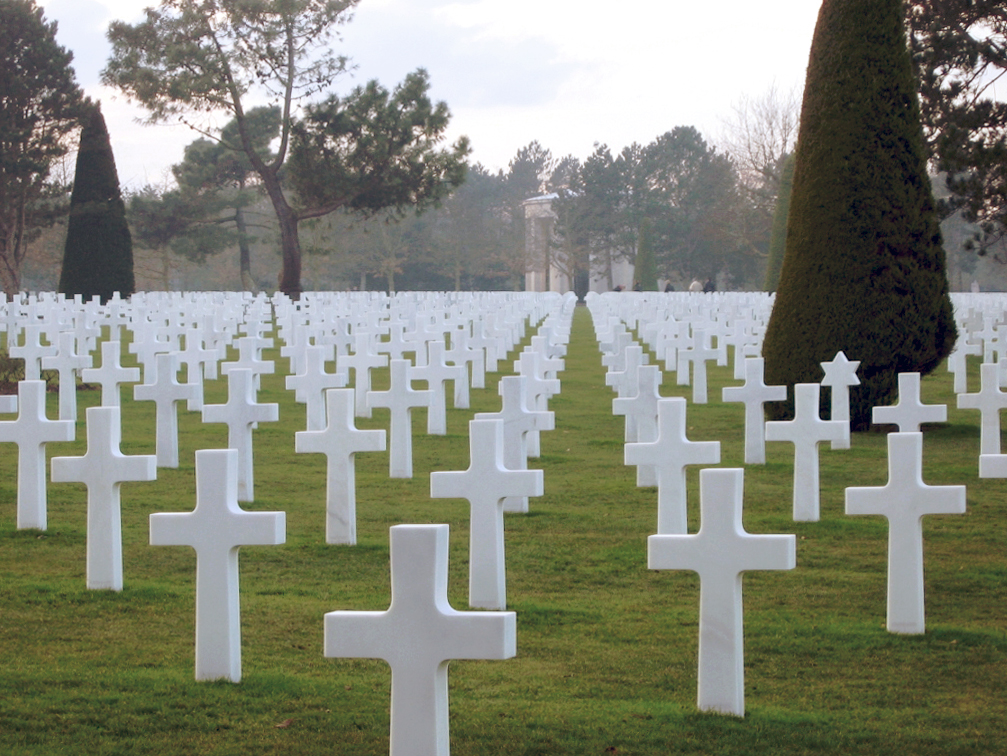
Cimetière américain de Colleville-sur-Mer, Calvados.

Durant la Seconde Guerre mondiale, la Normandie fut un des points de départ de la reconquête de l'Europe par les Alliés, mettant fin à l'occupation allemande. Le 6 juin 1944 fut lancée l'opération Overlord, la plus grande opération amphibie de toute l’histoire militaire mondiale, menée simultanément sur plusieurs plages du Calvados et de la Manche, à laquelle prirent part les troupes des États-Unis, du Royaume-Uni, du Canada, ainsi que quelques contingents d’autres nations. Ce fut le début de la bataille de Normandie qui ne s’acheva que le 12 septembre, par la capitulation de la garnison du Havre, alors que plusieurs régions françaises étaient déjà libérées.
Un grand nombre de musées et de cimetières militaires existent sur cette période. Il reste également des fortifications en béton armé dites blockhaus surtout sur la côte, qui faisaient partie du mur de l'Atlantique édifié par les Allemands.

## Deuxième moitié duXXesiècle

### Reconstruction
De nombreuses villes et infrastructures ont été détruites pendant la Seconde Guerre mondiale.
- De très nombreuses maisons à pans de bois et autres monuments historiques à Rouen, dont la cathédrale, échappèrent de peu la destruction totale.
- Tout le centre historique de Lisieux où furent miraculeusement préservées la cathédrale Saint-Pierre et la basilique en cours de construction.
- Un nombre considérable de constructions à Caen.
- Saint-Lô, quasiment rasée.
- Vimoutiers, quasiment rasée.

### Nouveaux défis

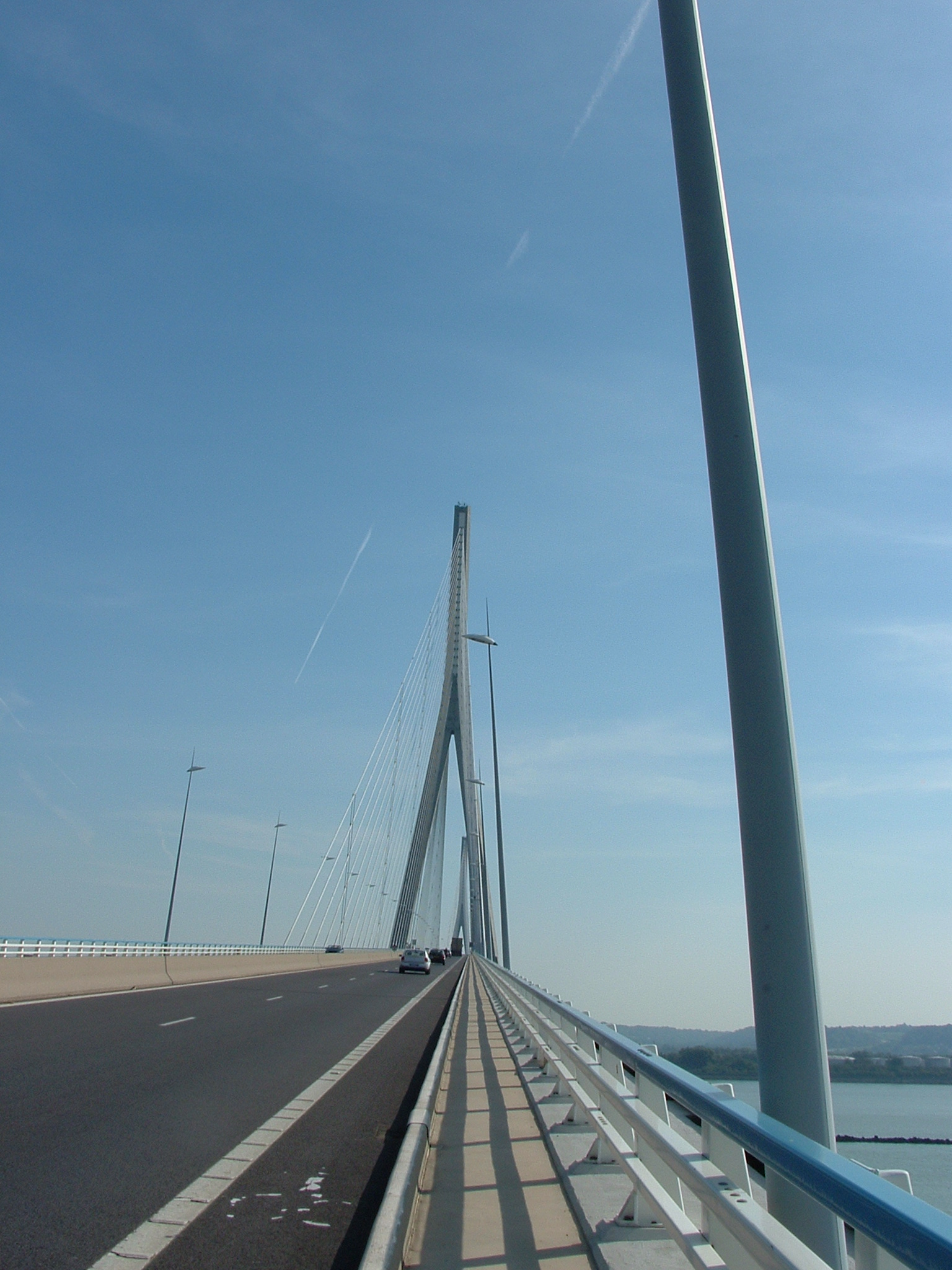
Pylône nord du Pont de Normandie.

Lors de la création des régions en 1956, les cinq départements normands ont été répartis en deux régions administratives : la Haute-Normandie et la Basse-Normandie. Sans qu'il s'agisse des mêmes limites, ce découpage reprend une distinction dont les origines remontent au XVIe siècle, voire au XIVe siècle.
Cette séparation a été réalisée par l’énarque Serge Antoine qui reconnaîtra plus tard que : « Si c’était à refaire, je ne ferais qu’une seule Normandie. [...] Ma seule erreur a été de croire que je mettais en place un système évolutif. J’étais convaincu, naïvement, que l'on assisterait peu à peu à des fusions de régions. Hélas, j’attends encore… ».
Après plus de cinquante ans de division administrative, ponctués de querelles politiques incessantes teintées d'intérêts particuliers, la Normandie est aujourd'hui réunifiée. Un sondage IFOP-Ouest-France réalisé en mars 2009 montrait toutefois que seuls 36 % des Bas-Normands étaient favorables à la réunification. La création d'une région Normandie, actée par la loi du 16 janvier 2015 relative à la délimitation des régions a eu lieu le 1er janvier 2016. Si Rouen avec la préfecture de région est la capitale administrative, Caen est avec le siège du conseil régional de Normandie la capitale politique. Le Havre hérite de services économiques spécialisés dans la logistique et le domaine portuaire comme la DIRM. Cherbourg est la Préfecture maritime de la Manche et est spécialisée dans la sécurité et les affaires maritimes.

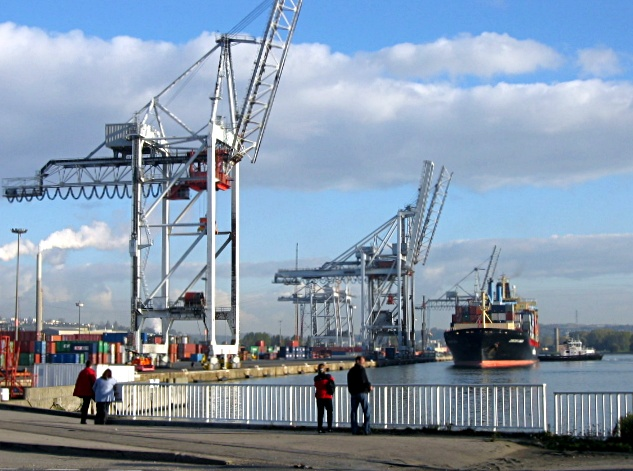
Au Havre, le terminal de l'Europe depuis l'écluse François 1er.

La Normandie est en partie centrée sur la vallée de la Seine, notamment sur l'axe le Havre-Rouen. Elle s'est engagée dans la voie industrielle, et grâce à son dynamisme, elle est entrée dans la zone d'attraction de Paris. Cependant de nombreux pôles urbains répartis sur tout le territoire jouent également un rôle moteur, à commencer par Caen, la troisième agglomération normande située en plein cœur de la Normandie.
L'estuaire de la Seine est une porte d'ouverture vers la région parisienne qui a su conserver aux activités portuaires toute la capacité commerciale que l'on attend de grands ports comme Le Havre et Rouen.
Le Havre est le premier port français pour les échanges avec l'Amérique du Nord, mais aussi le deuxième port pétrolier et le premier centre d'importation du café, du tabac et du coton. Sans oublier Port 2000, qui accroît la capacité d'accueil et d'échange pour le troisième millénaire. Quant à Rouen c'est la fois un important port pétrolier, céréalier et agro-alimentaire. La région possédant une grande capacité de réalisation d'importants projets industriels et commerciales, qui affirment la vocation de carrefour fluvio-marin de la basse Seine pour la région parisienne, et le point d'ancrage des échanges européens. Caen est un important port de plaisance et tire son épingle du jeu dans le domaine du trafic de passagers (ligne Caen-Portsmouth), dans le commerce du bois, des nanos-technologies et dans une moindre mesure dans les céréales. Cherbourg est aussi un port relativement important mais son activité est principalement militaire.
Avec le port du Havre-Antifer pour les pétroliers géants, le pont de Tancarville et enfin l'un des plus grands ponts à haubans du monde, le pont de Normandie qui relie la région havraise et Honfleur, la Normandie se place comme pôle industriel incontournable du nord de l'Europe, ainsi que comme une place agricole et d'élevage.